# Personaggi di Dexter
Questa voce contiene un elenco dei personaggi presenti nella serie televisiva Dexter (2006-2013), nella miniserie sequel Dexter: New Blood (2021-2022) e nella serie sequel Dexter: Resurrection.

## Personaggi principali
= Protagonisti (accreditati) 
     = Ricorrenti (3+)
     = Guest star (1-2)
| Personaggio       | Interprete                                                                                                | Stagione   | Stagione   | Stagione   | Stagione   | Stagione   | Stagione   | Stagione   | Stagione   | Stagione  | Stagione     |
| Personaggio       | Interprete                                                                                                | 1          | 2          | 3          | 4          | 5          | 6          | 7          | 8          | New Blood | Resurrection |
| ----------------- | --- | ---------- | ---------- | ---------- | ---------- | ---------- | ---------- | ---------- | ---------- | --------- | ------------ |
| Dexter Morgan     | Michael C. Hall                                                                                           | Regolare   | Regolare   | Regolare   | Regolare   | Regolare   | Regolare   | Regolare   | Regolare   | Regolare  | Regolare     |
| Rita Bennett      | Julie Benz                                                                                                | Regolare   | Regolare   | Regolare   | Regolare   | Guest      |            |            |            |           |              |
| Debra Morgan      | Jennifer Carpenter                                                                                        | Regolare   | Regolare   | Regolare   | Regolare   | Regolare   | Regolare   | Regolare   | Regolare   | Regolare  |              |
| María LaGuerta    | Lauren Vélez                                                                                              | Regolare   | Regolare   | Regolare   | Regolare   | Regolare   | Regolare   | Regolare   |            |           |              |
| James Doakes      | Erik King                                                                                                 | Regolare   | Regolare   |            |            |            |            | Guest      |            |           | Guest        |
| Angel Batista     | David Zayas                                                                                               | Regolare   | Regolare   | Regolare   | Regolare   | Regolare   | Regolare   | Regolare   | Regolare   | Guest     | Regolare     |
| Harry Morgan      | James Remar                                                                                               | Regolare   | Regolare   | Regolare   | Regolare   | Regolare   | Regolare   | Regolare   | Regolare   |           | Regolare     |
| Vince Masuka      | C. S. Lee                                                                                                 | Ricorrente | Regolare   | Regolare   | Regolare   | Regolare   | Regolare   | Regolare   | Regolare   |           | Guest        |
| Joey Quinn        | Desmond Harrington                                                                                        |            |            | Ricorrente | Regolare   | Regolare   | Regolare   | Regolare   | Regolare   |           | Guest        |
| Thomas Matthews   | Geoff Pierson                                                                                             | Ricorrente | Ricorrente |            | Ricorrente | Guest      | Ricorrente | Ricorrente | Regolare   |           |              |
| Jamie Batista     | Aimee Garcia                                                                                              |            |            |            |            |            | Ricorrente | Ricorrente | Regolare   |           |              |
| Harrison Morgan   | Vari (st. 3-4) Luke e Evan Kruntchev (st. 5-7) Jadon Wells (st. 8) Jack Alcott (New Blood e Resurrection) |            |            | Guest      | Ricorrente | Ricorrente | Ricorrente | Ricorrente | Ricorrente | Regolare  | Regolare     |
| Angela Bishop     | Julia Jones                                                                                               |            |            |            |            |            |            |            |            | Regolare  |              |
| Audrey            | Johnny Sequoyah                                                                                           |            |            |            |            |            |            |            |            | Regolare  |              |
| Logan             | Alano Miller                                                                                              |            |            |            |            |            |            |            |            | Regolare  |              |
| Kurt Caldwell     | Clancy Brown                                                                                              |            |            |            |            |            |            |            |            | Regolare  |              |
| Charley           | Uma Thurman                                                                                               |            |            |            |            |            |            |            |            |           | Regolare     |
| Blessing Kamara   | Ntare Mwine                                                                                               |            |            |            |            |            |            |            |            |           | Regolare     |
| Claudette Wallace | Kadia Saraf                                                                                               |            |            |            |            |            |            |            |            |           | Regolare     |
| Melvin Oliva      | Dominic Fumusa                                                                                            |            |            |            |            |            |            |            |            |           | Regolare     |
| Elsa Rivera       | Emilia Suárez                                                                                             |            |            |            |            |            |            |            |            |           | Regolare     |
| Leon Prater       | Peter Dinklage                                                                                            |            |            |            |            |            |            |            |            |           | Regolare     |

### Dexter Morgan

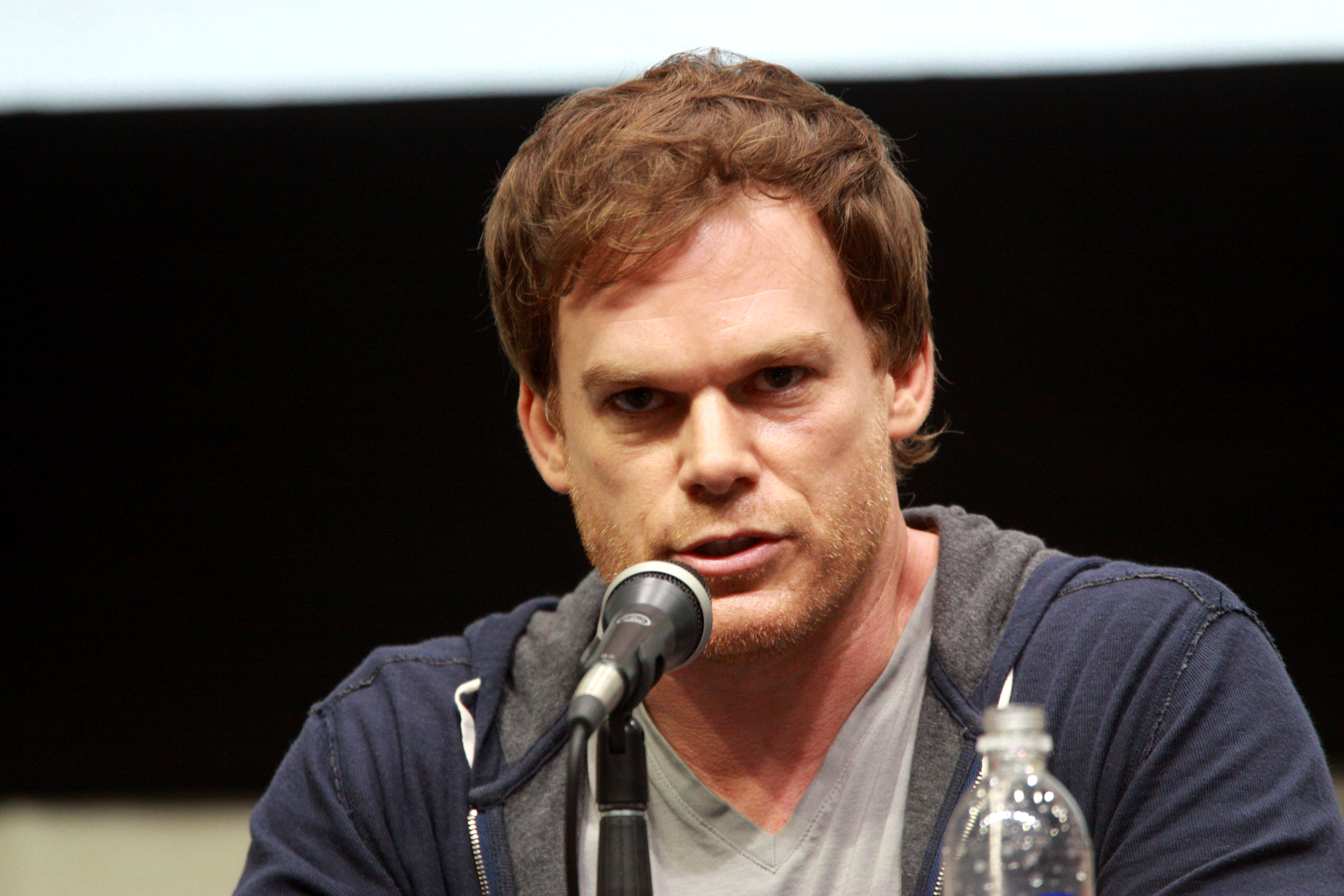
Michael C. Hall

Dexter Morgan (stagioni 1-8; New Blood, Resurrection), interpretato da Michael C. Hall è il protagonista della serie.
Dexter è un serial killer esperto e metodico, ma per tutti è solo un tranquillo ed abile ematologo della polizia scientifica di Miami. Nonostante la sua natura di serial killer non uccide mai innocenti limitandosi a uccidere serial killer o pedofili o stupratori riusciti a sfuggire alla legge. Per quanto cerchi di nasconderlo, Dexter è in realtà buono e lentamente sviluppa sentimenti d'amore e d'affetto verso le persone che gli vogliono bene e che lo circondano. Ha una sorella, Debra, con cui è in ottimi rapporti, nonostante lei abbia sofferto durante l'infanzia il fatto che suo padre Harry sembrasse più legato al figlio adottivo Dexter. Frequenta una donna, Rita Bennett, che ha due figli Astor e Cody che amano profondamente Dexter e che lo considerano il loro padre. Dal canto suo, Dexter non esita a proteggere Rita e i bambini se vengono minacciati da dei malviventi che vengono puntualmente stesi e uccisi da Dexter. Nella seconda stagione, a causa di un fraintendimento con Rita finirà per avere una breve relazione con Lila Tournay. Nella terza stagione, dopo essersi riappacificati, Dexter e Rita aspettano un bambino e si sposano, costruendo una famiglia.
È sempre alla ricerca di un equilibrio tra la sua natura di assassino e la sua "facciata" di fratello, fidanzato e poi marito e padre di famiglia. Questo equilibrio tenta di migliorarlo quando incontra Arthur Mitchell: un serial killer, soprannominato dall'agente dell'FBI Frank Lundy, Trinity Killer finito nel mirino di Dexter che però lo risparmia, notando che Arthur riesce a mantenere un equilibrio tra la sua vita di serial killer e quello di essere un padre di famiglia, nonché un uomo gentile e amorevole per la sua famiglia. Dexter decide allora di imparare da Arthur a migliorarsi per essere per la moglie e i suoi figli un uomo buono ma scopre con suo orrore di essersi sbagliato e che Arthur non è mai stato un buon padre di famiglia e che ha sempre maltrattato la moglie e i figli abusando costantemente di loro. Dexter, disgustato, lo uccide ritenendo che non avrebbe potuto imparare niente da un uomo malvagio come lui.

### Rita Bennett

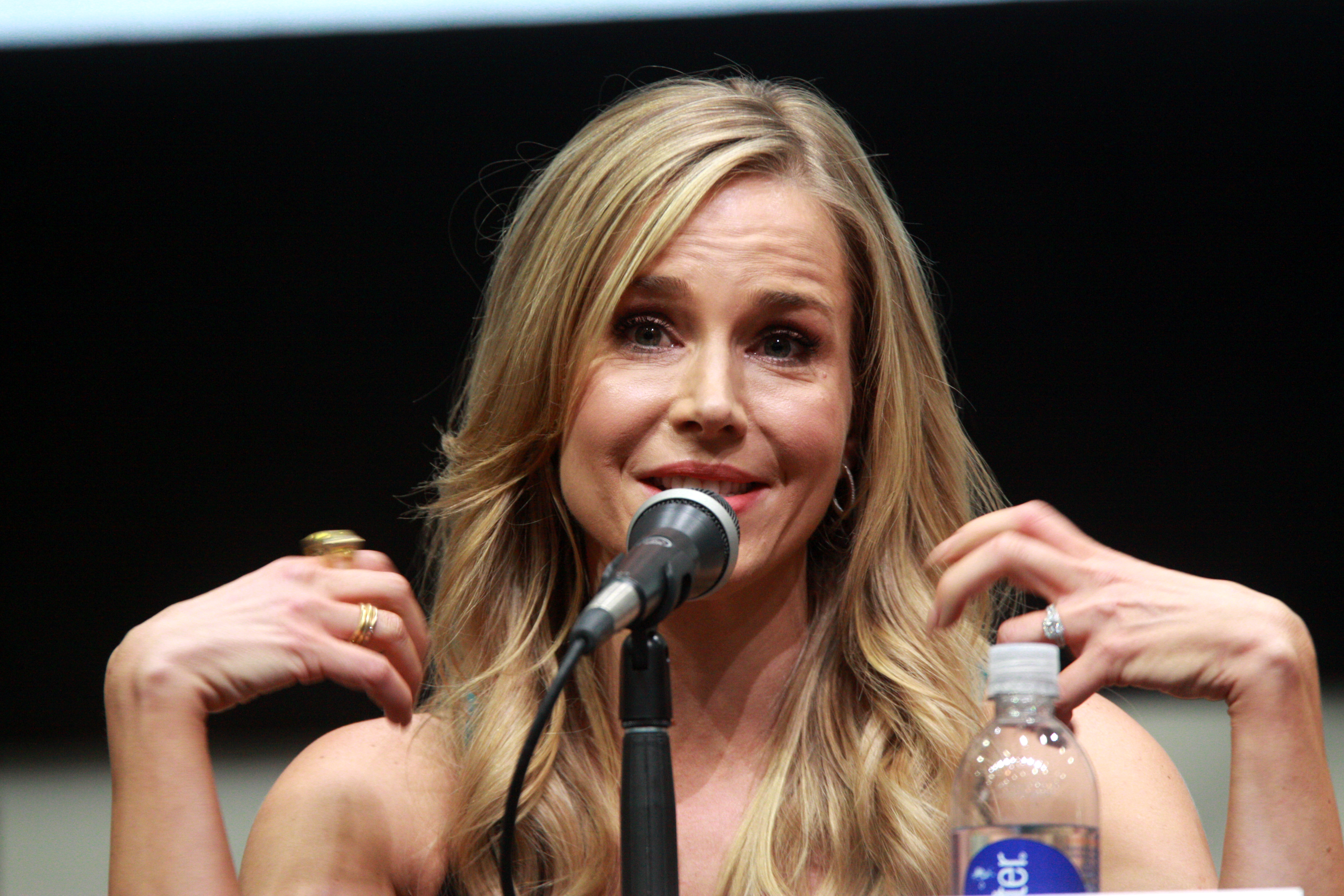
Julie Benz

Rita Bennett (stagioni 1-4; guest stagione 5), interpretata da Julie Benz. È la fidanzata di Dexter Morgan, nonché la sua futura moglie. Rita, madre di due figli, si sta lentamente riprendendo dagli abusi del suo ex marito Paul. Dexter le è stato presentato da Debra, dopo che questa aveva chiamato la polizia per denunciare una violenza domestica. Inizialmente Dexter la frequenta e intesse un rapporto con lei solo per mantenere la copertura del serial killer, malgrado Rita, del tutto ignara di come egli passi il tempo in sua assenza, tenti comunque di instaurare una vera relazione con lui. I continui abusi subiti l'avevano indotta a non cercare il sesso in una relazione, cosa che a Dexter non dispiaceva affatto. Poiché Paul, in prigione, rifiuta di firmare le carte del divorzio, Rita gli concede la possibilità di visite settimanali in cambio; tuttavia una notte egli piomba a casa ubriaco e Rita lo fa entrare malvolentieri, per poi affrontarlo e colpirlo con una mazza da baseball. Successivamente lui le fa causa per ottenere la custodia dei figli, ma Dexter fa in modo di farlo trovare dalla polizia in possesso di droga. Dopo un anno, la relazione tra Rita e Dexter si fa sempre più tormentata. Rita scopre che è stato Dexter ad incastrare Paul e sospetta che anche lui assuma eroina: dunque lo costringe a seguire un incontro di tossici anonimi, minacciandolo di lasciarlo se si rifiuta. Rita inizia però a sospettare che Dexter abbia una relazione con Lila, la sua sponsor, e rompe con lui. Nel frattempo sua madre viene a vivere da lei, influendo sulla vita sua e dei figli. Essi continuano tuttavia a trattare con Dexter e dopo che quest'ultimo le rivela che Lila è stato il suo più grande errore, Rita decide di dargli un'altra possibilità soprattutto per i sentimenti che lei prova ancora nei suoi confronti. Nella terza stagione Rita, entusiasta della sua relazione con Dexter, scopre con sorpresa di essere incinta. Conscia che l'essere stata ragazza madre è stato uno dei pochi successi della sua vita, decide di tenere il bambino e di lasciar decidere a Dexter quale ruolo voglia avere nella vita del bimbo. Quando Dexter sceglie di stare accanto al figlio, propone allo stesso tempo a Rita di sposarlo e quest'ultima accetta. Rita perde il lavoro di receptionist, ma grazie a Sylvia, moglie di Miguel Prado, ottiene un impiego come assistente nella vendita di immobili. In seguito Dexter scopre che Rita si era sposata una prima volta quando aveva sedici anni ma, poiché è un segreto che lei preferisce non rivelare a Dexter, egli decide di rispettare il suo desiderio e non rivela di esserne al corrente. Dopo che Dexter ha ucciso lo Scorticatore, si sposa con Rita e promettono l'un l'altra che si sosterranno a vicenda.
Dopo la nascita del figlio Harrison, Rita e Dexter si trasferiscono in periferia. Rita comincia a notare una serie di bugie del marito, come sulle dinamiche di un incidente stradale occorsogli. I due si recano da un consulente matrimoniale che li aiuta a risolvere i problemi di coppia, ristabilendo un rapporto più armonioso. Tuttavia il vicino di casa, Elliot, padre divorziato di bambini coetanei di Astor e Cody, fa la corte a Rita, baciandola e sottolineando come Dexter la lasci spesso sola a casa. Rita inizialmente non si tira indietro, ma si ferma prima che la situazione si evolva in qualcosa di più e decide di dirlo a Dexter. La sera seguente si affaccia alla finestra e vede il marito colpire con un pugno il vicino di casa ma quando rientra, gli dice di essere fiera di lui. Dopo qualche giorno Rita viene chiamata dall'ufficio dello sceriffo per prelevare Dexter dalla cella; Rita rincuora il marito che teme di addolorarla e deluderla come aveva fatto l'ex marito, dicendogli che quando in galera ci finiva Paul, per lei era un sollievo, mentre lei continua a sentirsi vicina a Dexter, che è parte integrante della famiglia. L'uomo, sempre distratto dalla propria "missione", prega Rita che parta prima di lui per la luna di miele che ella aveva desiderato e organizzato, promettendole di raggiungerla ma, a causa di un imprevisto in aeroporto, lei deve far ritorno a casa. Nel frattempo, Rita aveva lasciato un messaggio sulla segreteria vocale del marito. Quando Dexter torna a casa, chiama il cellulare della moglie e lo sente squillare nella stanza. Il cellulare infatti è nella borsa della moglie: Rita stessa è a casa e Dexter la trova esanime nella vasca da bagno piena di sangue, uccisa nello stile di Trinity Killer, mentre Harrison piange disperato, seduto sul pavimento coperto dal sangue di Rita.

### Debra Morgan

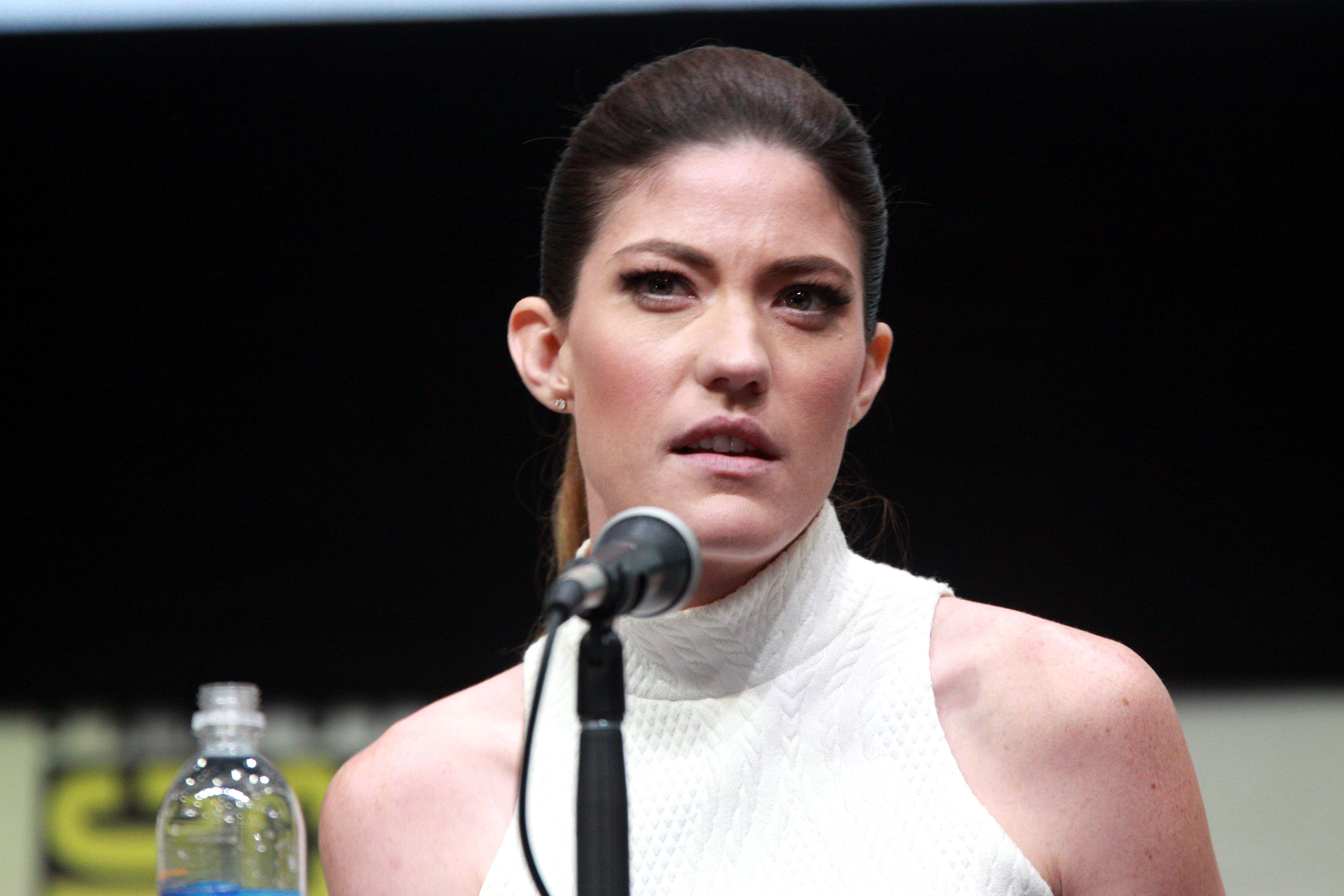
Jennifer Carpenter

Debra Morgan (stagioni 1-8; New Blood), interpretata da Jennifer Carpenter, è la sorella adottiva di Dexter e figlia biologica di Harry Morgan. Inizia la sua carriera come agente della buoncostume sotto copertura, ma aspira a diventare detective nella sezione omicidi del Dipartimento di Polizia di Miami. Determinata, sboccata e impulsiva, cerca costantemente l'approvazione del padre e, successivamente, del fratello.
Nel corso della serie, affronta numerose sfide personali e professionali. Dopo essere stata promossa a detective, intraprende diverse relazioni sentimentali, tra cui quella con l'agente dell'FBI Frank Lundy. La sua vita viene sconvolta quando scopre che Rudy Cooper, il suo fidanzato, è in realtà il "Killer del Camion Frigo", nonché fratello biologico di Dexter.
Debra è una figura centrale nella vita di Dexter, spesso fungendo da sua bussola morale. Tuttavia, la scoperta della vera natura del fratello la porta a una profonda crisi interiore ma lentamente lo accetta quando capisce che Dexter non ha mai fatto del male agli innocenti e che si limita ad uccidere solo i criminali pericolosi sfuggiti alla giustizia. Nella settima stagione, uccide María LaGuerta per proteggere Dexter, un atto che la segna profondamente pur sapendo che era l'unico modo per proteggere il fratello e se stessa dalla follia di LaGuerta che voleva fare del male a entrambi. Nell'ottava stagione, cade in depressione e allontana Dexter da se stessa ritenendolo responsabile di ciò che le è successo cadendo in una spirale autodistruttiva di alcol e droga ma grazie alla dottoressa Vogel riuscirà a riprendersi e ripristinerà il legame col fratello ma dopo essere stata ferita gravemente, entra in coma e successivamente muore. Il suo corpo viene gettato in mare da Dexter, in una scena simbolica che rappresenta la fine della loro complessa relazione.
Nel sequel Dexter: New Blood, appare come una proiezione mentale di Dexter, sostituendo il padre Harry come sua voce interiore.

### Maria LaGuerta

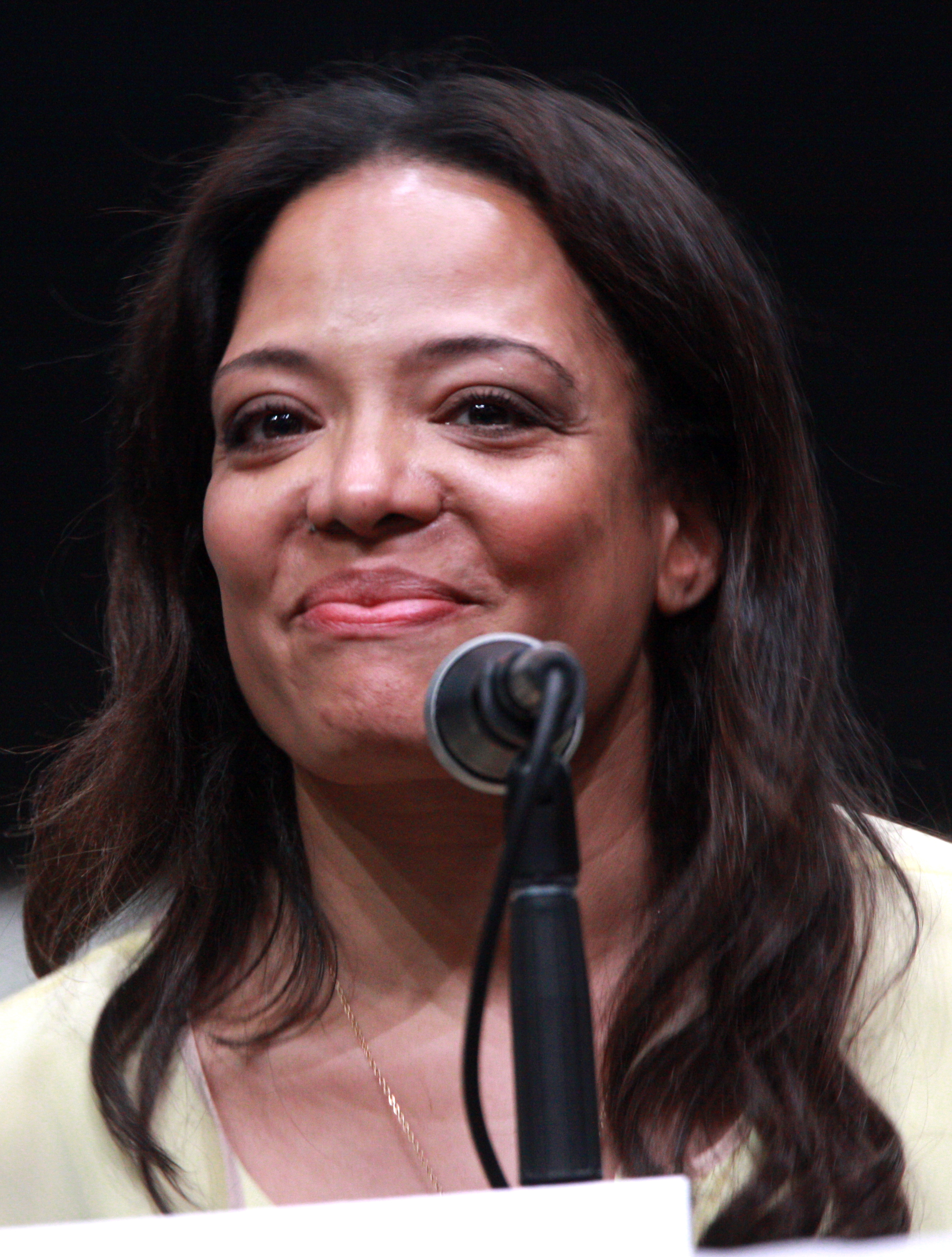
Lauren Vélez

María Esperanza del Alma LaGuerta (stagioni 1-7), interpretata da Lauren Vélez. Il tenente María LaGuerta, una donna molto determinata, è a capo della squadra omicidi di Miami. È molto rispettata dai suoi sottoposti, anche se si ritrova spesso in competizione con la sorella di Dexter e con il capitano Matthews. Maria seppur sia una poliziotta è una donna crudele e arrivista e ha sempre bullizzato Debra fin dall'inizio ritenendola inadatta a lavorare per la squadra omicidi e arriva a manipolare Batista in più occasioni. Seppur abbia protetto Dexter alla fine quando capisce che lui è un serial killer vigilante invece di comprendere che in fondo non ha fatto nulla di male, ma a causa del suo risentimento per aver perso Doakes di cui ritiene Dexter responsabile e che successivamente Debra aveva alla fine deciso di aiutare il fratello nelle sue opere da vigilante tenta di distruggere entrambi. La sua malvagità sarà alla fine punita dopo che Debra decide di porre fine alla sua minaccia uccidendola per proteggere il fratello dalla follia della donna. All'inizio della serie, sembra avere un sincero disgusto per Debra, che nelle stagioni successive è tutt'altro che scomparso. Nella prima stagione, (soprattutto nel pilot) è attratta da Dexter, con il quale flirta in continuazione, nonostante percepisca il suo disagio. Al termine della prima stagione, però, finisce col vederlo più come un buon amico. Inoltre viene rimossa dal comando. All'inizio della seconda stagione ottiene nuovamente il comando della omicidi, una volta che il nuovo tenente, Esmee Pascal, dimostra di essere instabile; il tutto è proprio merito di LaGuerta che intrattiene una relazione amorosa col fidanzato di Pascal. 
Con l'arrivo di Frank Lundy, i sospetti sul caso del Macellaio di Bay Harbor ricadono sul suo ex partner ed ex fidanzato James Doakes, così cerca di aiutarlo a rifarsi un nome.  Tuttavia, Doakes viene trovato morto in un'esplosione apparentemente accidentale, insieme con il corpo del trafficante di droga Jose Garza, e il caso viene chiuso. Le prove e i reperti di LaGuerta vengono ignorati e dopo la sua morte, il tenente apre un fondo memoriale per lui, chiedendo donazioni agli agenti di polizia, e si rifiuta di accettare che il suo amico defunto fosse un serial killer.
Nella stagione 3, appena si riprende dal trauma della morte di Doakes, conduce un'indagine sulla morte di Oscar Prado, il fratello del suo ex-fidanzato e amico di lunga data, il procuratore distrettuale Miguel Prado. Nel frattempo si sviluppa anche una stretta amicizia con l'avvocato difensore Ellen Wolf, ed è devastata quando la donna viene assassinata. Attraverso un lavoro di indagine personale, insieme con l'input di Dexter, è in grado di scoprire che il colpevole è proprio Miguel. Dopo l'omicidio di Miguel (apparentemente per mano dello scorticatore, ma in realtà da Dexter), è furibonda per la decisione della comunità cubana di dedicare una strada a Miguel. Così si appresta a trovare elementi di prova per dimostrare che questi ha ucciso Wolf, ma Dexter riesce a convincerla che così facendo danneggia soltanto la famiglia di Miguel e la comunità cubana e a malincuore, lascia perdere.
All'inizio della quarta stagione, viene inizia una relazione sentimentale con Angel Batista. Inizialmente i due mantengono la storia d'amore segreta al resto del personale all'interno del dipartimento della omicidi, a parte Dexter, verso il quale si confidano sia entrambi. La loro relazione si incrina quando LaGuerta riferisce ai loro superiori, in modo che questa relazione non possa essere usata contro di loro nel caso di un processo. Come conseguenza il capitano Matthews decide di trasferire Batista all'antifrode. Rendendosi conto che il loro lavoro è parte integrante di ciò che sono entrambi, i due decidono di porre fine alla loro relazione e fanno una dichiarazione giurata dinanzi a Matthews. Stare lontani l'una dall'altro non è facile, e ricominciano così gli incontri segreti ancora una volta. Al fine di eludere una ripercussione da parte dei piani alti, e anche a causa dei loro sentimenti profondi, si sposano di nascosto con Dexter come testimone nell'ufficio del tenente. Nella quinta stagione LaGuerta e Batista divorziano e l'anno seguente diventa capitano della polizia, dopo aver ricattato Matthews.
Nella settima stagione riapre in segreto il caso del Macellaio di Bay Harbor, capendo che il responsabile non era il sergente Doakes. Dapprima collabora con Debra, ma quando i suoi sospetti ricadono su Dexter, tira in ballo l'ex capitano Thomas Matthews e fa in modo di far uscire sulla parola Hector Estrada, il mandante dell'omicidio di Laura Moser, per attirare in trappola il vero Macellaio di Bay Harbor. Dexter, però, scopre in tempo il piano e agisce di conseguenza, facendo credere a tutti che LaGuerta stia tentando di incastrarlo per scagionare Doakes. Il capitano non si dà per vinta e, dopo aver trovato un video che mostra Debra riempire una tanica di benzina nei pressi della chiesa dove è morto Travis Marshall, poco prima che questa bruciasse, capisce che il tenente sta coprendo il fratello e chiede un mandato per conoscere i movimenti dei cellulari di entrambi la sera dell'incendio, in modo da dimostrare che si trovassero insieme. Dexter lo scopre e così decide di ucciderla: rapisce Hector Estrada, che precedentemente non era riuscito ad eliminare, lo costringe a chiamare il capitano per attirarla in trappola e, dopo aver ucciso il criminale, attende l'arrivo di LaGuerta per drogarla e inscenare uno scontro a fuoco tra quest'ultima ed Estrada in cui avrebbero perso la vita entrambi. Debra capisce tutto e interrompe Dexter durante l'esecuzione del suo piano, nel frattempo LaGuerta si sveglia ed esorta Debra ad abbattere Dexter, cosa che quest'ultimo dichiara di accettare, arrendendosi al suo destino. In modo inaspettato Debra spara a LaGuerta uccidendola.

### James Doakes

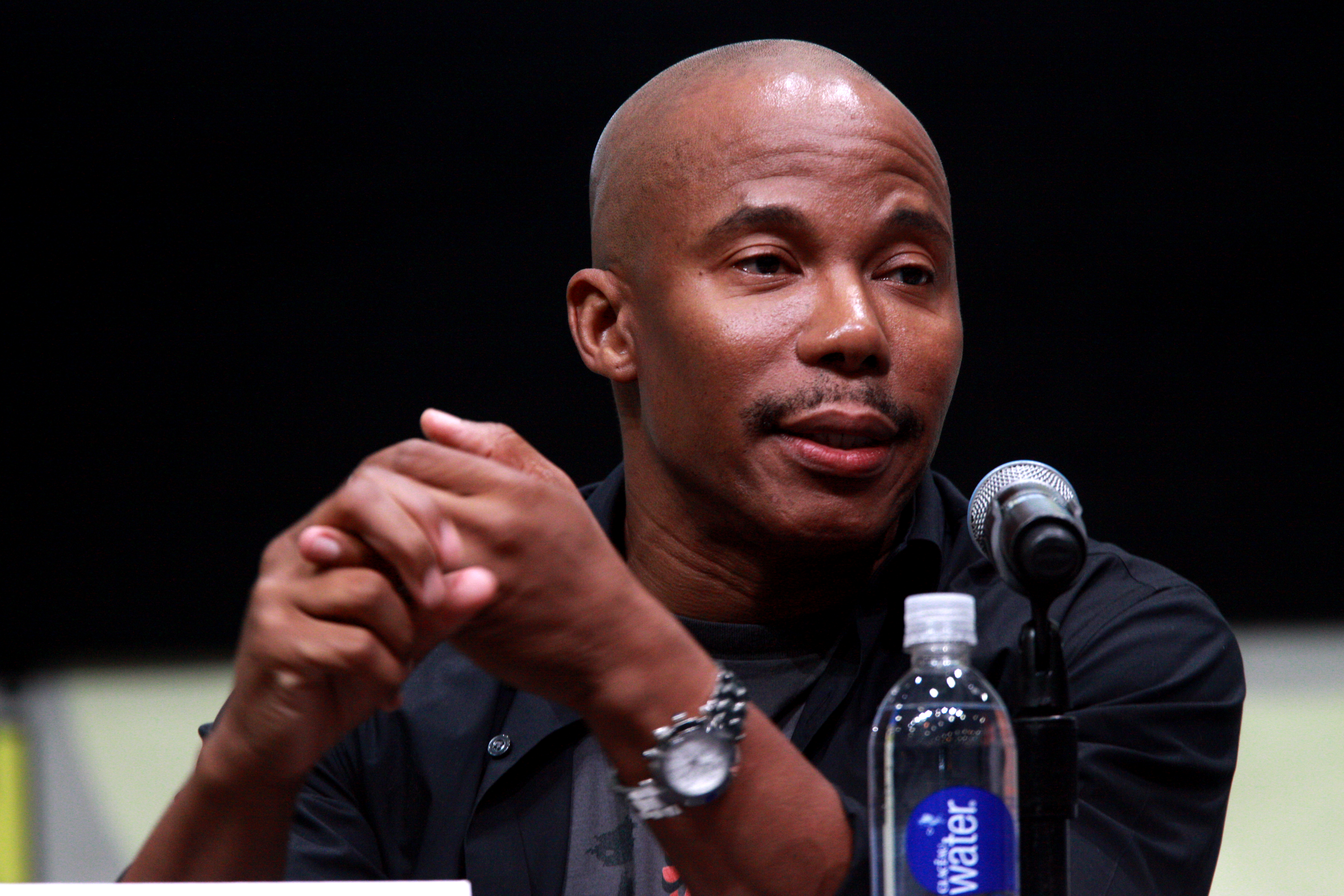
Erik King

James Doakes (stagioni 1-2; guest stagione 7 e Resurrection), interpretato da Erik King. È un sergente della sezione omicidi della polizia di Miami, ed è l'unica persona che sembra nutrire dei dubbi sulla vera natura di Dexter. Prima di entrare in polizia fu membro dell'esercito americano e divenne operativo nei ranger (reparto distaccato di ricognizione). Dopo alcuni anni trascorsi nelle operazioni segrete, abbandonò la carriera militare, veicolando le proprie abilità al fine di aiutare i civili. Tuttavia la carriera di poliziotto ha un blocco quando viene accusato di non essere in grado di lavorare in coppia, se non con lui al comando. A causa del suo istinto omicida, si è visto costretto a divorziare da sua moglie; confessò che se avesse continuato a vivere con lei, prima o poi l'avrebbe uccisa. Ha avuto una relazione con María LaGuerta, che considerava importante, ed era suo partner nella polizia, fin quando quest'ultima non arrestò un grosso trafficante e ottenne una promozione. In realtà fu Doakes che si occupò del lavoro sporco e smascherò lo spacciatore, mentre LaGuerta lo fermò solamente mentre scappava; nonostante la promozione sia spettata solo alla donna, Doakes non si è mai infastidito. È l'unica persona che si mostra capace di vedere attraverso la maschera che nasconde Dexter, intuendo la natura di serial killer del collega, e non fa mistero dei sospetti nei suoi confronti. Dopo la scoperta della morte de Il Killer del Camion Frigo, Doakes si rende conto che Dexter nasconde delle informazioni essenziali sull'omicida, tant'è che lo attacca fisicamente per poi scoprire che Dexter è un abile combattente. La seconda stagione si apre con Doakes che pedina ossessivamente il protagonista, seguendolo dappertutto, e abbandonando la propria vita sociale alla ricerca del suo  segreto. Inizialmente il sergente sembra appagato quando trova l'ematologo a un incontro di tossicodipendenti anonimi, dove ammette di far uso di eroina. Doakes si convince che il segreto oscuro di Dexter è l'assunzione di stupefacenti e che questa sia legata al forte stress da lavoro, tant'è che egli stesso conosce anche altri poliziotti con questo problema. Sentendo empatia nei confronti di Dexter per la prima volta, decide di lasciarlo stare per un po', ma quando Debra gli comunica che il fratello non ha mai neanche fumato una sigaretta, riprende a seguirlo. Il poliziotto comincia a investigare sul passato di Dexter e quest'ultimo, lo provoca, poi lo colpisce con una testata e si lascia picchiare davanti a tutti i colleghi. Per l'aggressione, il sergente viene sospeso e decide di lasciare la polizia per un lavoro nella sicurezza procuratogli da LaGuerta, ma non si presenta al colloquio, perché comincia a sospettare che Dexter sia Il Macellaio di Bay Harbor, in quanto Frank Lundy gli fa notare che una delle vittime del serial killer è stata assolta a causa di un rapporto sul sangue approssimativo. Durante le sue ricerche su Dexter, s'imbatte nei resti di Santos Jimenez e dopo aver perquisito l'appartamento di Dexter, trova il cofanetto dove nasconde i vetrini, avendo la conferma che è il Macellaio. Ironia della sorte, Doakes è ora il primo sospettato del caso, grazie all'abilità di Dexter nel manipolare le prove. Dexter grazie a questa serie di circostanze riesce a cementare i sospetti sul sergente, usando i suoi stessi vetrini. Doakes tenta di arrestarlo nelle Everglades, ma quest'ultimo ha la meglio e lo rinchiude in una cella del capanno di Jimenez in attesa di decidere cosa farne di lui. Alla fine, decide di consegnarlo all'FBI come colpevole, sicuro che le prove a suo carico siano schiaccianti. Nel frattempo Lila Tournay trova il capanno e dopo essersi fatta rivelare da Doakes chi è in realtà Dexter, lascia aperto il tubo del propano che provoca l'esplosione del capanno. Il corpo di Doakes trovato vicino ai resti smembrati di Jose Garza chiudono il caso, con la conclusione ufficiale che lui era il Macellaio. A causa della sua "colpevolezza", al funerale dell'uomo non si presenta nessuno eccezion fatta per LaGuerta, Dexter, le sorelle e la madre del defunto. L'incarico di sergente va così a Angel Batista. Nel finale della settima stagione Doakes compare nuovamente in alcuni flashback, che ripercorre le vicende che hanno portato l'allora sergente ad intravedere ciò che di oscuro c'era nell'animo dell'ematologo.

### Angel Batista

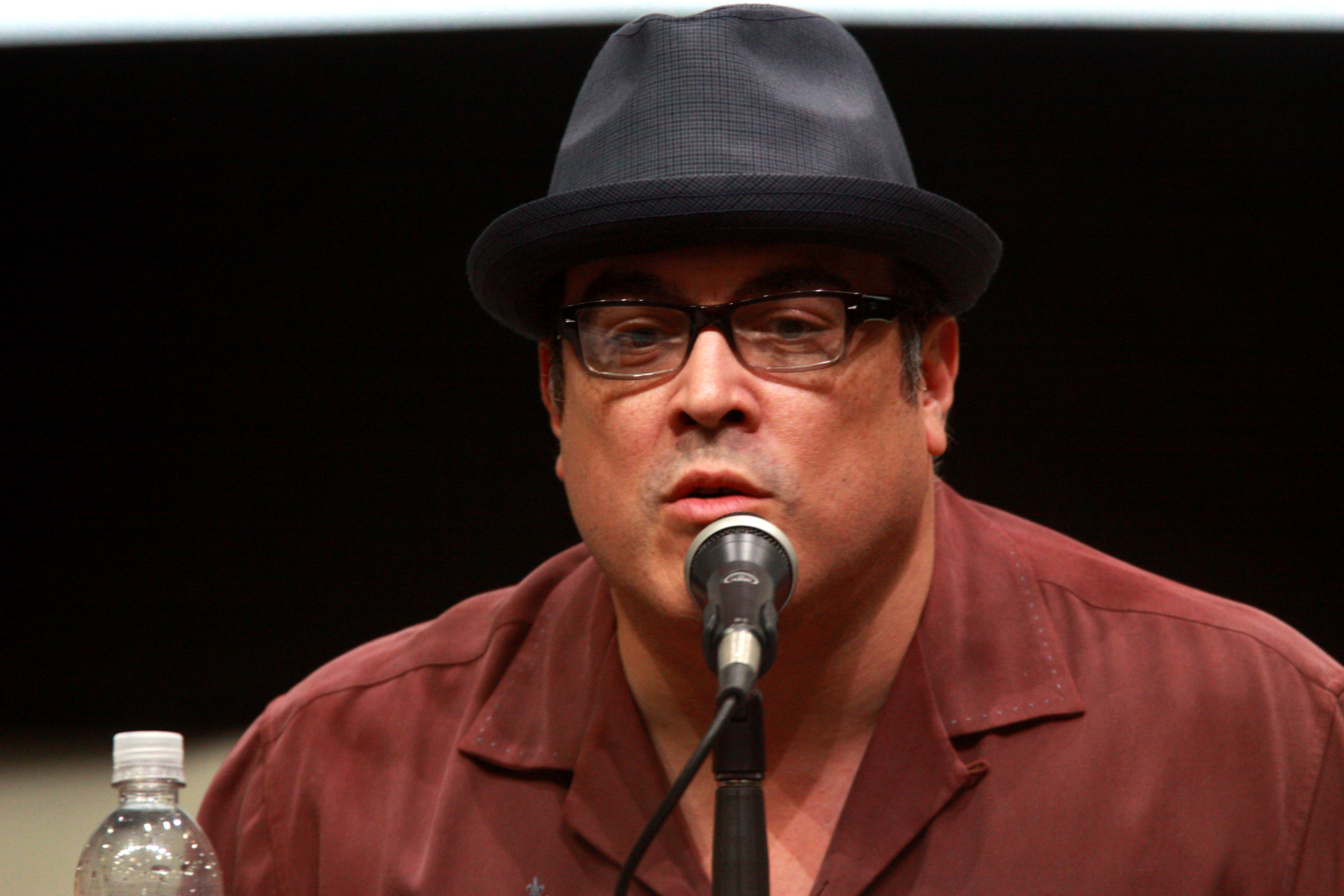
David Zayas

Angelo Juan Marcos "Angel" Batista (stagioni 1-8, Resurrection; guest New Blood), interpretato da David Zayas. Angel è un onesto poliziotto, soprattutto perché l'ha giurato al padre sul letto di morte. Questa sua peculiarità lo metterà in seria difficoltà quando è indeciso se denunciare o no James Doakes alle autorità per un omicidio da questi commesso. In seguito ha una relazione con un'altra donna e quando decide di dirlo a sua moglie, questa lo caccia via di casa e darà il via alla lunga e dolorosa separazione. Batista afferma di essere il miglior amico di Dexter, con grande confusione per quest'ultimo, poiché non gli ha mai dato - consciamente - alcun motivo per pensare questo. Dexter ammette infine che Batista è la cosa che ha più vicina a un amico. Per tutta la serie, fra i due, un serial killer (fatto ovviamente sconosciuto a Batista) e un integerrimo poliziotto, resterà sempre un rapporto di reciproco rispetto. Tuttavia come molti ha riconosciuto che il Macellaio di Bay Harbor senza pensare che fosse Dexter fosse comunque una persona che ha protetto molte persone innocenti e che sarebbe stato felice di essere suo amico senza sapere che il misterioso vigilante è proprio il suo caro amico. Nella seconda stagione Batista è poco presente, si nota solo durante la sua breve relazione con Lila Tournay che si conclude con i due che vanno a letto insieme. Tuttavia Lila prende del rohypnol e denuncia Batista per violenza sessuale. Dopo la scomparsa, con relativa morte di Lila, cadono tutte le accuse.
Nella Stagione 3 diventa sergente, sostituendo così il defunto Doakes. Tuttavia la sua vita da padre divorziato sembra prendere il sopravvento su di lui, tant'è che rischia il posto quando va con una prostituta che si scopre essere un poliziotto sotto copertura. In seguito alle avances, persistenti ma eleganti, Angel inizia una relazione con l'altro ufficiale, Barbara Gianna. Egli è però paranoico riguardo al suo rapporto e per farsi perdonare di una cena saltata a causa del lavoro, lascia un messaggio alla donna dove si scusa in modo molto prolisso. Barbara trova, invece, questa cosa istericamente divertente e porta la cena take-away direttamente sul posto di lavoro, sicché il loro rapporto appare forte. La forza si riscontra anche dopo, quando Barbara viene aggredita da un cliente e Angel anziché uccidere o picchiare a sangue il malfattore, lo arresta semplicemente dando ascolto a Dexter. Alla fine si reca al matrimonio di Dexter e Rita con la sua compagna Barbara.
All'inizio della quarta stagione, sembra che Angel e Barbara si siano lasciati consensualmente, e ora il sergente ha un coinvolgimento romantico con María LaGuerta, anche se questo viene tenuto nascosto al lavoro. Egli si mostra poco propenso all'idea che la sua relazione diventi pubblica, per paura di definire qualcosa che in realtà trova indefinibile. Batista chiede consigli a Dexter, il quale diventa poi un involontario consigliere dei due. Nell'episodio Faccia a faccia Angel e María si sposano in segreto e Dexter è il loro testimone.
Nella Stagione 5 il matrimonio tra il sergente e LaGuerta è costantemente minato dai loro disaccordi lavorativi. In un primo momento, Batista cede costantemente alle richieste della moglie, ma diventa sempre più frustrato e geloso. Quando in un bar un poliziotto ubriaco fa un commento pesante su LaGuerta ("lei fa i migliori pompini di tutta Miami"), Batista, anch'egli ubriaco, lo picchia selvaggiamente e finisce per essere indagato dagli affari interni. Nonostante ciò Angel diviene sempre più geloso, fino ad arrivare a leggere i messaggi del tenente e rischiare di mandare a monte un'azione sotto copertura di LaGuerta, intenta a fermare un poliziotto corrotto. Dopo che la sua informatrice muore a causa della sparatoria provocata dai fratelli Fuentes, Batista decide di appoggiare con una dichiarazione scritta la difesa di Debra, mettendosi contro la moglie. Si ripete quando insiste con la riapertura del caso delle ragazze nei barili, dopo che LaGuerta l'aveva chiuso troppo presto. Da allora, l'approccio di Batista verso la prepotenza di LaGuerta è drasticamente cambiato, ma il loro rapporto è di conseguenza migliorato.
Nella sesta stagione si scopre che Batista ha divorziato da LaGuerta, mentre sua sorella diventa la baby sitter di Harrison, il figlio di Dexter. Con la promozione di LaGuerta a capitano, il posto di tenente sembra essere suo, ma alla fine il vice capo Matthews opta per Debra Morgan, lasciando Angel con l'amaro in bocca. Tuttavia lo accetta dopo che Debra gliene parla e gli dice che lo accetta perché la considera una sorella.
Nella settima stagione Batista e Quinn si danno un gran da fare per scoprire chi ha ucciso il collega Mike Handerson. Poco dopo il sergente si rende conto di voler cambiare vita e diventa proprietario di un ristorante sulla spiaggia di Miami. Quando LaGuerta accusa Dexter di essere il Macellaio di Bay Harbor rimane sconvolto da ciò che la ex moglie ha fatto al suo caro amico e le ordina più volte prima e durante l'interrogatorio di lasciare in pace Dexter rimanendo inascoltato restando comunque in sala interrogatori a supportare Dexter e difenderlo. Quando Dexter con un'astuzia ribalta la situazione contro LaGuerta e dimostra che LaGuerta è ossessionata dal tentativo di riabilitare il nome di Doakes che era il suo amante Angel la rimprovera aspramente per quello che ha combinato e anche lui intima alla folle donna di lasciare in pace l'amico.
Nella ottava stagione, con la morte di LaGuerta, decide di tornare a fare il poliziotto e in seguito all'abbandono del dipartimento da parte di Debra, la avvicenda nel ruolo di tenente di polizia. Nell'ottava stagione mette pressione a Debra per far si che torni in polizia e quando lei si decide a tornare, riparte dal ruolo di detective.
Quando Debra rimane ferita dal Neurochirurgo e finisce in uno stato vegetativo affronta in sala interrogatori con Quinn il Neurochirurgo ma questi rifiuta di parlare nonostante le prove schiaccianti per poi assistere quando Dexter uccide il Neurochirurgo in carcere per difesa dopo che il serial killer l'aveva assalito. Dopo la morte di Debra e alla scomparsa di Dexter che crede morto piange la morte di entrambi. Anni dopo viene chiamato da Angela Bishop il capo della polizia di Iron Lake che era fidanzata con Dexter e gli rivela che Dexter è ancora vivo e che sospetta essere il Macellaio di Bay Harbor. Batista sorpreso che il vecchio amico sia vivo si mette in viaggio per Iron Lake per aiutare l'amico a tirarsi fuori dai guai.

### Harry Morgan

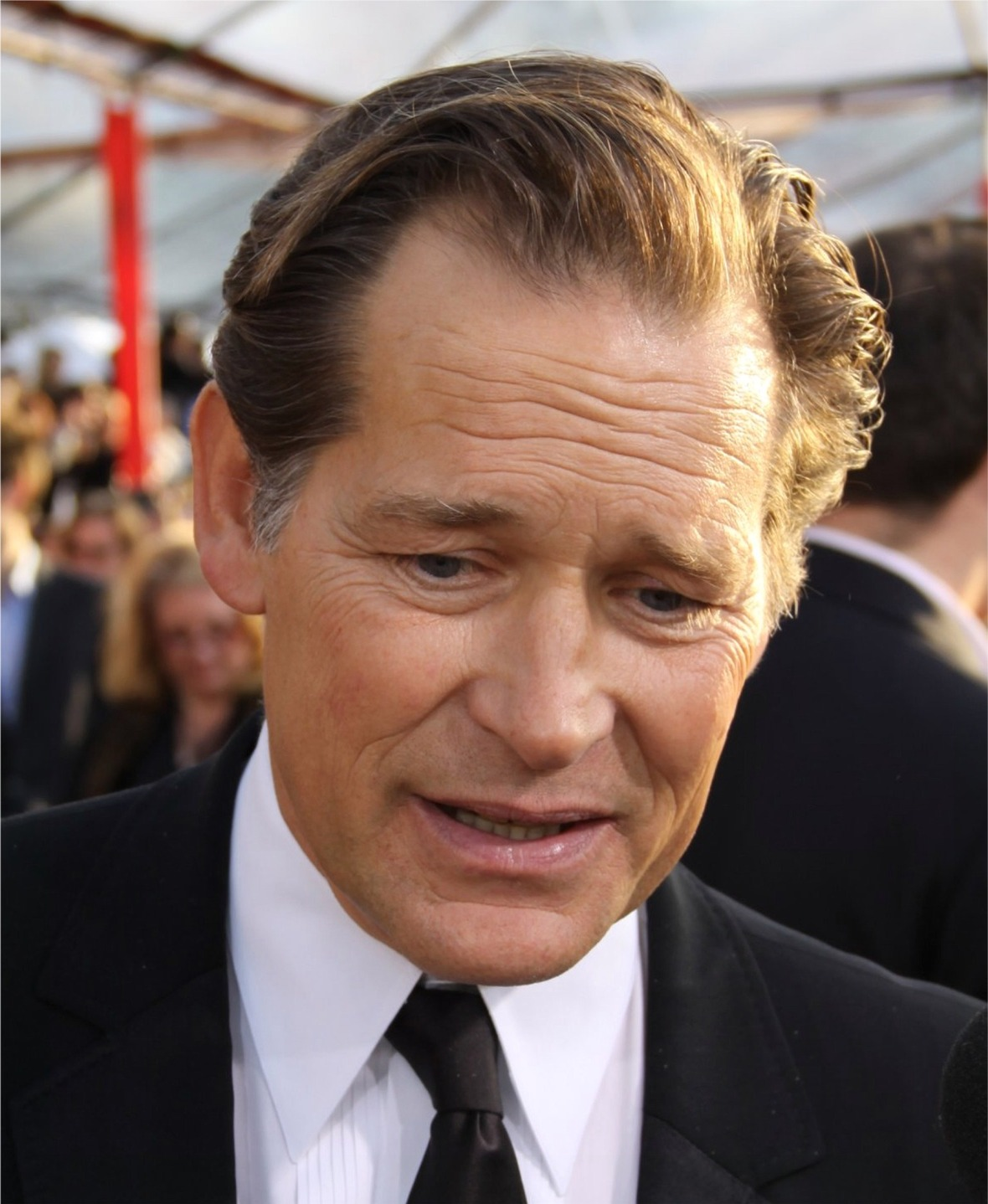
James Remar

Harrison "Harry" Morgan (stagioni 1-8, Resurrection), interpretato da James Remar nella serie classica, e da Christian Slater nella serie Dexter: Original Sin. Harry Morgan è un detective molto rispettato del Dipartimento di Polizia di Miami, e un caro amico del suo superiore, il ten. Tom Matthews. Nel corso di un'indagine anti-droga, Harry inizia una relazione con Laura Moser (la madre biologica di Dexter), un'informatrice che doveva incastrare i trafficanti in questione. I malviventi però la scoprono e la uccidono brutalmente dinanzi ai suoi figli Brian e Dexter. È Harry a giungere per primo sul luogo del delitto e prende Dexter con sé, lasciando Brian nel container. L'agente col passare degli anni constata che l'esperienza ha trasformato Dexter in un violento sociopatico. All'inizio Harry tenta di gestire i bisogni violenti di Dexter, permettendogli di uccidere animali, ma alla fine si rende conto che la patologia del figlio adottivo non può venire repressa, ma solo controllata. Harry decide quindi di incanalare gli impulsi di Dexter al fine di cacciare e uccidere gli assassini e i pedofili e gli stupratori lasciati impuniti. Dexter fa tesoro degli insegnamenti del padre e soddisfa le proprie pulsioni omicide con l'approvazione di Harry, in quanto segue il suo "Codice" con genuina dedizione. Nel frattempo, la relazione tra Harry e la propria figlia biologica Debra diviene più complicata; lei ha un disperato bisogno delle attenzioni del padre, ma questi per il momento ha sentimenti solo per Dexter. Quando Dexter ha 19 anni, Harry si ammala seriamente e dà il permesso di uccidere una delle sue infermiere, che lo stava avvelenando intenzionalmente con della morfina. Un anno dopo, Harry commissiona un altro omicidio a Dexter, ma stavolta lo vede all'opera e rimane terrorizzato da ciò che Dexter era divenuto a causa sua. Harry si suicida pochi giorni dopo con un'overdose di medicine, ma non prima di aver chiesto a Matthews di badare ai propri figli. Nonostante tutto fa da guida come spirito al figlio consigliandolo su come agire.

### Vince Masuka

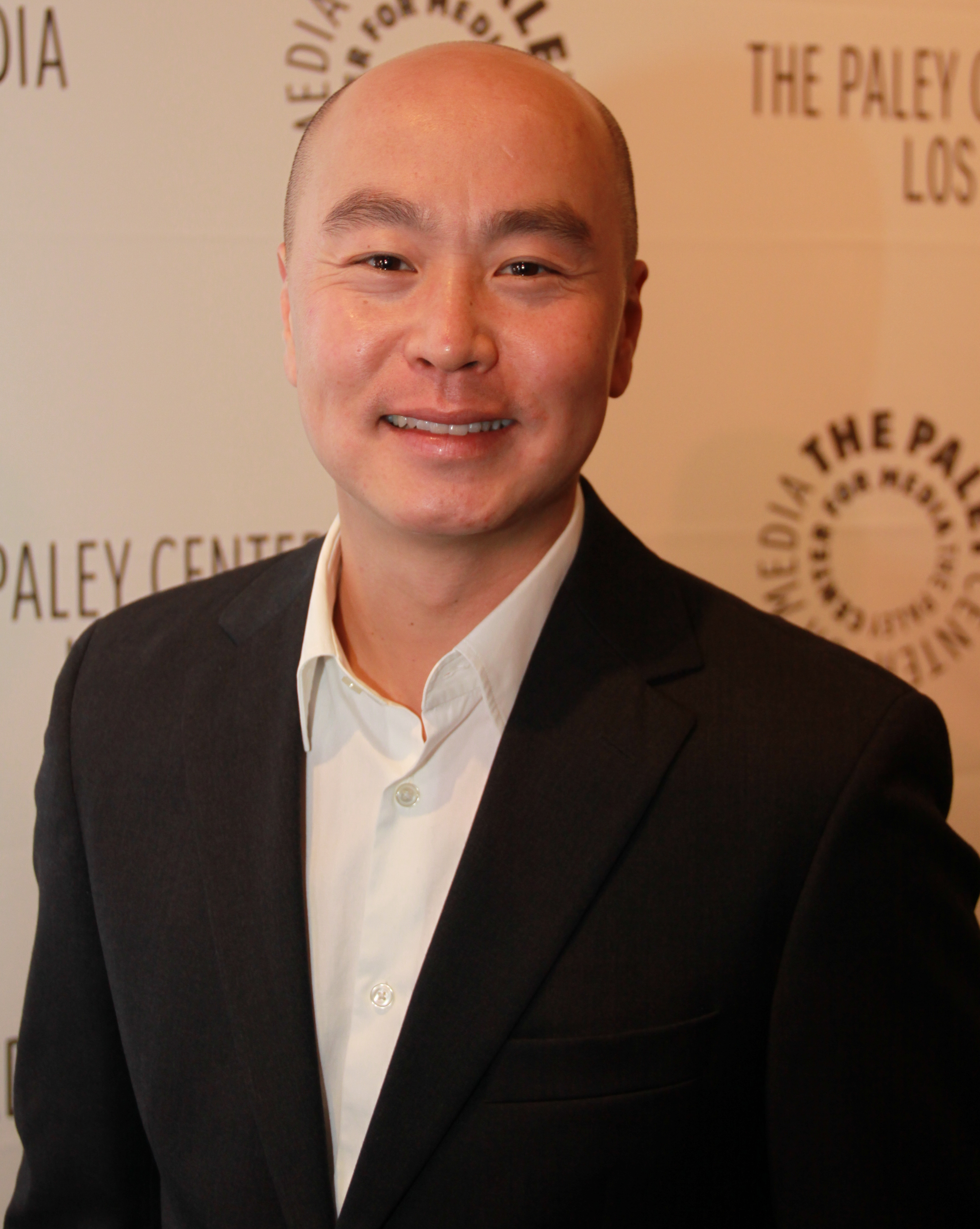
C. S. Lee

Vince Masuka (stagioni 2-8; ricorrente stagione 1, guest Resurrection), interpretato da C. S. Lee. Masuka è investigatore forense della polizia di Miami e lavora insieme a Dexter nel laboratorio di scene del crimine. Contraltare alla discrezione del suo collega diretto, riveste spesso il ruolo comico. Fa spesso allusioni sessuali al resto della squadra, fa riferimento alla sua origine giapponese solo quando gli conviene e prova un interesse non corrisposto verso Debra. È ossessionato dal sesso e il suo motto è "più è perverso meglio è"; inoltre non ha timore di proporsi ad ogni donna che incontra. Talora, sa anche quando tenere bassi i toni, come quando Angel era in ospedale o quando Debra soffriva a causa del ritorno di Frank Lundy. Il detective Joey Quinn spesso gli fa notare il suo comportamento ossessivo e gli spiega che questa è la ragione per cui a nessuno piace stargli vicino. Per un breve periodo Masuka si veste in modo formale e fa capire agli altri di essere abbattuto poiché nessuno si è interessato al suo lavoro che aveva pubblicato e peraltro pubblicizzato oltre modo. Nel libro, Dexter trova un'affinità con Masuka, in quanto anche lui nasconde ciò che è realmente. Così come nel romanzo, Masuka rapisce Dexter per portarlo alla sua festa di addio al celibato e si prende un pugno in piena faccia, quando il protagonista viene liberato dal portabagagli dell'auto. Alla fine si infatua dell'organizzatrice della festa e non si sa se ci sia stato un proseguimento della loro relazione. Inoltre viene mostrato fortemente turbato nel vedere Rita baciare un altro uomo e indeciso se rivelarlo a Dexter. Nell'ultima stagione scopre di avere una figlia, nata in seguito a una donazione di sperma. Nel romanzo, Masuka è quanto più vicino ad un amico che Dexter abbia; secondo il protagonista entrambi fingono di essere normali, sebbene per motivi differenti. Ne Il nostro caro Dexter Vince organizza l'addio al celibato poche ore dopo aver saputo del fidanzamento del collega e in Dexter l'oscuro prende tanto seriamente il suo ruolo di testimone che si accinge a chiamare Manny Borque, famosissimo caterer, per il matrimonio di Dexter.

### Joey Quinn

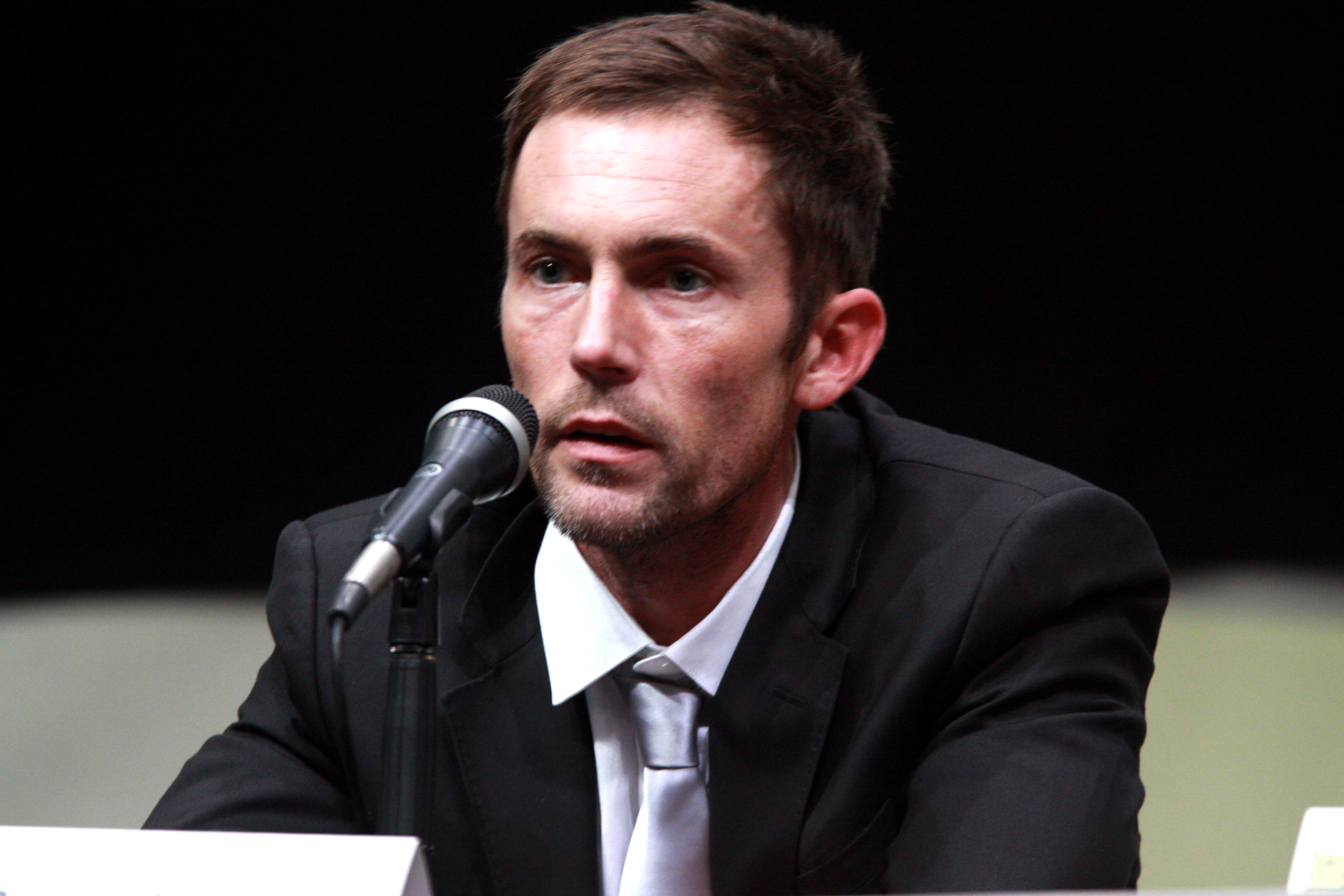
Desmond Harrington

Joseph "Joey" Quinn (stagioni 4-8; ricorrente stagione 3, guest Resurrection), interpretato da Desmond Harrington. Quinn è un poliziotto trasferito dalla narcotici alla omicidi di Miami, all'inizio della terza stagione. Sin dall'inizio Quinn sembra prendere in simpatia la sua nuova partner Debra Morgan, arrivando al punto di aiutarla dandole un informatore confidenziale per darle una mano con il caso Oscar Prado. Il passato di Quinn è sconosciuto e anche messo in discussione, quando Debra viene messa sotto pressione dall'agente Yuki Amado degli Affari Interni per denunciare Quinn. Quando il poliziotto viene a sapere che Amado sta avendo a che fare con Debra, lui spiega che si tratta solo di una "vendetta personale". Quinn confessa che anni addietro Amado era la sua partner, e che lei lo accusa per la morte di un loro collega, per overdose, dovuta all'assunzione di cristalli di metanfetamine; Quinn sapeva della dipendenza dell'uomo, ma ha cercato di aiutarlo da sé anziché informare i superiori. Si vede nell'ultima puntata al matrimonio di Dexter, nonostante Debra dica al fratello di non invitarlo.
Nella quarta stagione, Quinn serba rancore nei confronti di Dexter per aver pasticciato in un caso su cui aveva lavorato; tuttavia, dopo che l'ematologo l'ha visto rubare dei soldi da una scena del crimine, questi tenta di stabilire un'amicizia con Dexter comprandogli dei biglietti costosi per una partita di football nel tentativo di corromperlo ma Dexter gli fa capire fin da subito che non è un venduto ma che non dirà comunque nulla. Nel frattempo, Quinn inizia una relazione con Christine Hill, una reporter che con charme lo abbindola per ricavare informazioni dalla polizia. Dopo che una sua confidenza finisce dritto su un articolo della Hill, il tenente María LaGuerta lo invita a diffidare di qualsiasi giornalista che gli chieda informazioni confidenziali a letto. Joey, invece, continua a parlare con Christine di numerosi rapporti di polizia, e usa queste informazioni per segnalare che Frank Lundy è di nuovo a Miami. Quinn lascia la ragazza dopo la pubblicazione dell'articolo su Lundy, ma i due presto si rimettono insieme. Sebbene stesse più attento su cosa dire a Christine, Quinn continua a difenderla quando Dexter le intima di lasciare in pace Debra. Tutto questo si tramuta in un rapporto conflittuale tra Quinn e Dexter. In seguito Quinn denuncia Hill dopo aver scoperto che lei era la figlia di Trinity Killer e che l'aveva manipolato per evitare di far arrestare il padre; dopo che la giornalista si spara, Quinn appare palesemente sconvolto.
Nella quinta stagione Quinn inizia a sospettare che Dexter abbia ucciso sua moglie Rita, dopo aver appreso che si era scambiata un bacio col vicino, misto al fatto che il modus operandi del presunto killer (Arthur Mitchell) era lievemente diverso. Quinn focalizza l'attenzione sui presunti ritratti di "Kyle Butler" e determina che potrebbe trattarsi di Dexter credendo erroneamente che Dexter abbia ucciso Rita con lo stesso modus operandi di Trinity o che ne fosse complice. Dopo aver rintracciato Jonah Mitchell, che doveva entrare nel programma di protezione testimoni, Quinn tenta di far riconoscere Kyle Butler come Dexter, ma viene catturato e sospeso dai marescialli.
Impossibilitato a continuare, Quinn ingaggia Stan Liddy per investigare su Dexter. Dopo una notte trascorsa con Debra, Joey tenta diverse volte di portarla a letto, così i due cominciano a frequentarsi, finché Debra scopre che Quinn è stato sospeso da LaGuerta poiché stava investigando su Dexter e che non era in vacanza come le aveva invece detto. Liddy inizia a molestare Quinn, ma quest'ultimo non vuol più continuare ad investigare su Dexter a causa dei sentimenti che ora prova per Debra rendendosi conto che finirebbe solo per ferirla ma Liddy seppur Quinn gli ordini di fermarsi non vuole sentire ragioni. Quando il corpo di Liddy viene ritrovato dopo che Dexter l'ha ucciso, i sospetti ricadono su Quinn poiché ci sono cinque chiamate fatte e una macchia di sangue sui propri stivali. Quinn viene così ritenuto responsabile dell'omicidio di Liddy tuttavia Dexter pur avendo la possibilità di vendicarsi di Quinn poiché aveva scoperto che era stato lui a ingaggiare Liddy per tenerlo d'occhio decide di aiutarlo quando Debra rivela al fratello che Quinn significa tanto per lei di conseguenza Dexter falsifica gli esami del del DNA scagionando Quinn dall'omicidio e il ragazzo rendendosi conto che Dexter l'ha salvato cambia atteggiamento verso di lui e dopo averlo ringraziato né diventa finalmente amico. Alla festa di compleanno del figlio di Dexter, Quinn lo ringrazia per aver mentito sulle analisi, scagionandolo dalle accuse.
Nella sesta stagione Quinn chiede a Debra di sposarlo, ma quest'ultima rifiuta non sentendosi pronta. I due si lasciano e il detective comincia a comportarsi in modo irresponsabile creando una serie di problemi finché Batista lo redarguisce aspramente e lo avverte di darsi una regolata altrimenti lo farà licenziare e Quinn recepito il messaggio cambia registro e torna a comportarsi in modo adeguato.
Nella settima stagione Quinn ha a che fare con la fratellanza Koshka e nel tentativo di aiutare una spogliarellista, di cui si innamora, è costretto a tradire il dipartimento di polizia di Miami facendo sparire una prova, accettando tangenti e chiudendo un occhio su trasporti di droga. Nel tentativo di portare via Nadia dal Fox Hole, ne uccide il gestore George Novikov simulando un tentativo di legittima difesa.
Nella ottava stagione si è legato a Jamie, la sorella di Batista, nonostante si interessi ancora molto alla situazione psicologica di Debra. Sotto le pressioni di Angel, decide di darsi da fare per diventare sergente, ma nonostante gli sforzi non riesce a diventarlo. Visto che capisce come le cose non stiano andando bene tra loro, lascia Jamie. Alla fine si riappacifica con Debra, e sembra che i due si stiano per mettere di nuovo insieme. Purtroppo la storia tra lui e Debra finisce nel peggiore dei modi perché la ragazza rimane ferita dal Neurochirurgo che la fa finire in uno stato vegetativo. Quinn sconvolto arriva ad assalire il Neurochirurgo venendo a stento frenato da Batista tuttavia sarà proprio Dexter a vendicare la sorella uccidendo il serial killer dopo che aveva tentato di assalirlo in carcere e Quinn né è felice perché l'assassino se l'era alla fine meritato.

### Thomas Matthews

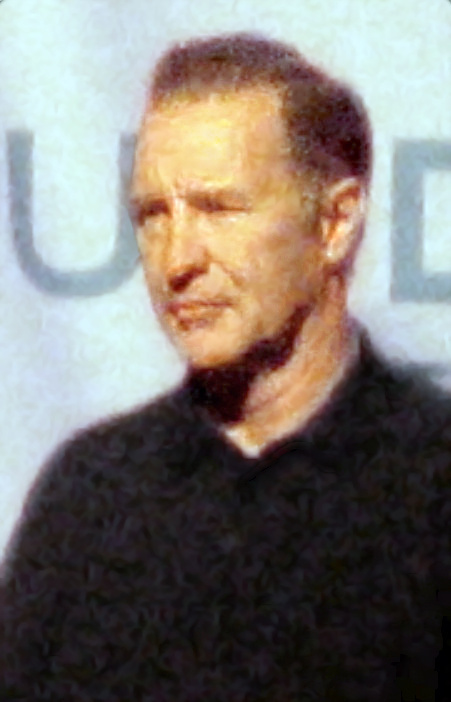
Geoff Pierson

Thomas Matthews (stagione 8; ricorrente stagioni 1-2, 4-7; guest stagione 5), interpretato da Geoff Pierson. è il capitano e successivamente vice capo della polizia di Miami. Era un grande amico di Harry Morgan, nonché suo diretto superiore quando ricopriva il ruolo di tenente, e conosce Dexter e Debra fin da piccoli. Dopo la morte di Harry, Matthews li ha presi sotto la sua ala protettrice – soprattutto Debra, che ha sempre spinto a seguire le orme del padre, raccomandandola anche contro il volere dei suoi diretti superiori. Infatti divenne una sorta di padrino per i 2 fratelli e li aiutò in ogni modo. Durante il caso del Macellaio di Bay Harbor di per sé Tom non vede nel vigilante un pericolo in quanto le vittime rinvenute erano solo criminali estremamente pericolosi che erano riusciti a farla franca e non sospetta minimamente che Dexter sia il misterioso assassino che ha eliminato quei farabutti. Durante la sesta stagione promuove Debra tenente perché era molto amico di Harry e avrebbe voluto vedere il suo amico raggiungere quella carica ritenendo inoltre che Debra se lo sia guadagnato ma purtroppo gli viene chiesto di lasciare il suo posto nella polizia, perché ha lasciato morire una prostituta di overdose. Successivamente in cambio del suo aiuto per alcune indagini fatte in segreto sul caso del Macellaio di Bay Harbor il capitano María LaGuerta lo fa reintegrare fino al raggiungimento della pensione. Quando LaGuerta arriva a sospettare che Dexter sia il Macellaio si rende conto interiormente che è vero e che Harry doveva aver insegnato al figlio adottivo tutti i trucchi per nascondere le sue tracce ma capendo che Harry doveva avere una ragione per aver addestrato Dexter a comportarsi in quel modo decide di proteggere il ragazzo e rifiuta di permettere a LaGuerta di fare del male all'ematologo. Dopo che Debra si dimette promuove Batista tenente e dà il suo supporto per stanare un temibile serial killer conosciuto come il Neurochirurgo.

### Jamie Batista

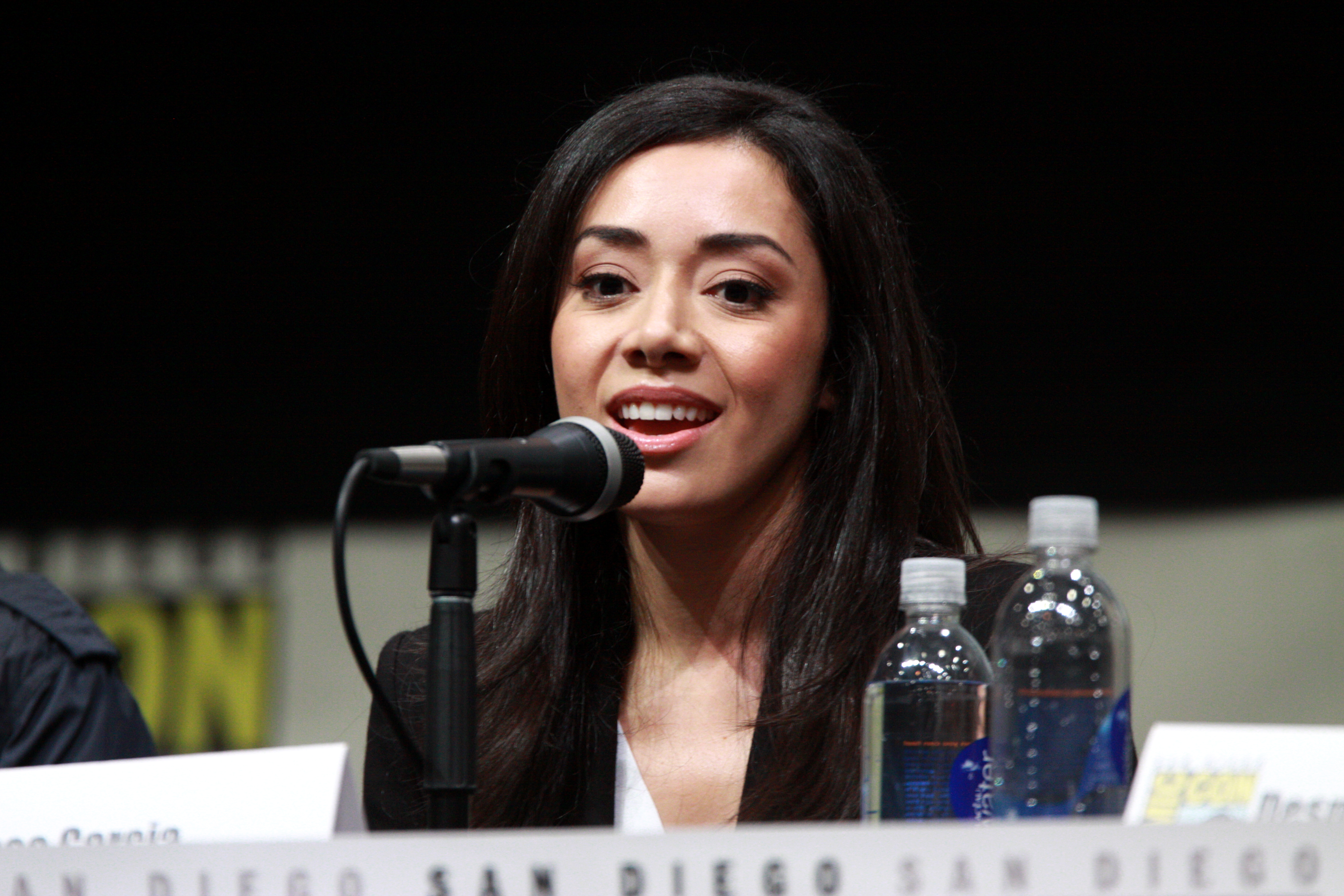
Aimee Garcia

Jamie Batista (stagione 8; ricorrente stagioni 6-7), interpretata da Aimee Garcia. Sorella minore di Angel Batista, arriva a Miami per studiare all'università e viene assunta da Dexter per fare da baby-sitter al figlio Harrison, al quale sembra voglia sinceramente bene. Con Dexter ha un rapporto di simpatia e confidenza reciproca: lei da parte sua viene in genere a lavorare vestita come fosse a casa propria, in abiti comodi, freschi e succinti, mentre lui non esita a lasciarle la completa responsabilità della casa, e di Harrison, quando lui deve uscire per impegni più o meno legali. Dexter essendo amico di Angel di cui Jamie è sorella si fida profondamente di lei e la considera un'amica su cui contare e lei per tutta risposta considera Dexter a sua volta un amico di cui fidarsi. Per un breve periodo ha avuto una relazione con il terzo stagista di Vince Masuka, Louis Greene, con il quale ha rotto dopo aver scoperto un suo video con una prostituta. Nell'ultimo episodio della settima stagione, quando Dexter viene arrestato da LaGuerta, si oppone all'arresto dell'amico per difenderlo e chiama Debra affinché aiuti l'amico e in difesa di Dexter si schierano non solo Debra ma anche Angel di cui Dexter è caro amico e che non vuole che l'amico sia trattato come un pazzo furioso. Tuttavia Dexter grazie alla sua astuzia ribalta la situazione e viene rilasciato e LaGuerta per ciò che ha fatto all'ematologo viene sospesa dagli Affari Interni e messa sotto inchiesta. Successivamente, durante la cena per il pensionamento del fratello, sembra avvicinarsi al detective Joey Quinn, con il quale avrà una breve relazione durante l'ottava ed ultima stagione. La relazione finirà a causa di Joey che lascerà Jamie, per tornare insieme a Debra.

## Personaggi secondari

### Introdotti nella prima stagione
- Rudy Cooper/Brian Moser (stagione 1, guest 2; 6), interpretato da Christian Camargo, doppiato da Antonio Palumbo.
È il fratello biologico di Dexter che si finge, nella prima stagione, un medico specializzato nella costruzione e uso di protesi per gli arti. Quando Harry Morgan trovò lui e Dexter, ancora bambini, in un bagno di sangue accanto al cadavere della madre uccisa, il poliziotto decise di prendere con sé solo Dexter, lasciando invece Brian alle cure di un istituto psichiatrico. Uscitone dopo parecchi anni, Brian diventa – proprio come il fratello – un terribile serial killer. Non avendo, a differenza di Dexter, un codice da seguire, Brian inizia ad uccidere senza pietà le prostitute di Miami: le dissangua e le taglia a pezzi, lasciandole poi in posizioni stravaganti per le strade di Miami. Brian vuole conoscere Dexter e lo spia fino ad arrivare a fidanzarsi con la sorella Debra, per controllarlo più da vicino. Quando infine Dexter capisce chi è veramente Rudy, ovvero Il Killer del Camion Frigo, vuole conoscerlo e parlare con lui, ma allo stesso tempo lo rifiuta. Brian rapisce Debra per ucciderla ma lascia delle tracce a Dexter per far sì che lui li trovi. Il suo intento è chiaro: vuole uccidere Debra insieme a Dexter e fargli capire che il codice di Harry non è necessario. Brian propone anche a Dexter di continuare insieme le loro pratiche di morte, ma Dexter non vuole uccidere Debra, alla quale si sente legato. Dexter sgozza dunque Brian, uccidendo così l'unico suo contatto con la vecchia vita e ponendo fine agli omicidi del fratello. Dopo la morte, lo spirito del fratello continua a palesarsi a Dexter come visione. Lo spirito di Brian riappare dopo che Dexter aveva ucciso l'assassino di Fratello Sam un ex detenuto che si era pentito in prigione e che era diventato amico di Dexter e l'uomo prima di morire aveva chiesto a Dexter di dare una possibilità di redenzione al suo assassino e Dexter aveva concesso all'assassino la possibilità di costituirsi e provare a redimersi ma l'uomo non aveva voluto accettare tale opzione deridendo quello che Fratello Sam aveva fatto per lui portando Dexter a fare fuori il killer. Lo spirito di Brian rimane al fianco del fratello per stargli a fianco per supportarlo negli omicidi. Quando però Dexter perdona Jonah che aveva ucciso la madre violenta e vedendo che il ragazzo si era pentito lo lascia andare dandogli la possibilità che l'assassino di Fratello Sam aveva rifiutato. Dopo l'accaduto lo spirito di Brian svanisce nuovamente. In Original Sin si scopre che i Morgan volevano anche adottare Brian ma purtroppo l'omicidio della madre aveva innescato nel ragazzino impulsi violenti. La rabbia e il dolore portarono Brian a odiare Harry e Doris che non riusciva a vedere come nuova famiglia da amare e un giorno sentendosi infastidito dai pianti di Debra che era ancora una neonata tentò di soffocarla pur di far smettere i suoi strilli. Il tentativo fu bloccato da Doris e seppur Harry avesse tentato di dimostrare a Brian che gli voleva bene il bambino a causa del trauma subito non riuscì mai a capire l'amore che i genitori adottivi provavano per lui. Harry avendo paura di Brian non sapendo come gestire il ragazzino fece la scelta sbagliata e lo allontanò dal fratello. Brian trascorse i successivi anni in varie famiglie affidatarie che lo maltrattavano abusando di lui e ciò portò a intensificare gli impulsi violenti del ragazzino finché non fu rinchiuso in un istituto psichiatrico dove anche lì subì ulteriori maltrattamenti. Quando anni dopo il suo terapista gli negò di poter rivedere il fratello Brian sentendosi tradito dal mondo e dalla società uccise il terapista e divenne un serial killer e iniziò a uccidere tutti quelli che l'avevano maltrattato da bambino. Harry scoprì che era tutta opera di Brian e lo trovò dopo l'ultimo omicidio e tentò di scusarsi con lui e gli spiegò che i suoi impulsi violenti erano fuori controllo mentre Dexter grazie al suo codice morale era capace di incanalarli per aiutare gli altri e che si sentiva in colpa per non essere riuscito ad aiutarlo con lo stesso metodo quando era ancora in tempo. Quando Harry tentò di arrestare Brian il ragazzo lo mise fuori combattimento ma lo risparmiò in memoria di aver aiutato Dexter e successivamente decise di tenere d'occhio il fratello in attesa del momento giusto in cui mettersi in contatto con lui.
- Astor (stagioni 1-7), interpretata da Christina Robinson, doppiata da Allison Mondini (stagione 1-2) e Agnese Marteddu (stagione 3-7).
È la figlia maggiore di Rita. Essendo la figlia maggiore è protettiva verso il fratello e la madre. Dopo che Dexter diventa parte della loro famiglia e né comprende la sua natura gentile lentamente lo accetta come nuovo padre.
- Cody (stagioni 1-7), interpretato da Daniel Goldman (stagione 1) e da Preston Bailey (stagioni 2-7), doppiato da Leonardo Caneva (stagione 1), Giacomo Doni (stagione 2) e Tito Marteddu (stagione 3-7).
È il figlio minore di Rita. Essendo il figlio più piccolo è molto più aperto rispetto alla sorella. Dopo che Dexter diventa parte della loro famiglia vede fin da subito in Dexter una persona buona e arriva a volergli bene come nuovo padre.
- Paul Bennett (stagioni 1-2), interpretato da Mark Pellegrino, doppiato da Christian Iansante.
È l'ex marito di Rita e padre di Astor e Cody. È un uomo alcolizzato, tossicodipendente e violento, che è stato a lungo in prigione per aver picchiato e quasi ucciso Rita. Quando ritorna in libertà sembra un uomo cambiato ed intenzionato a ricostruire il rapporto con i figli, ma ancora mostra disprezzo verso l'ex moglie (e di conseguenza verso Dexter). Presto riemerge la sua natura violenta, e Dexter – per proteggere Rita e i suoi figli – lo incastra facendolo tornare dietro le sbarre. Qui quando Paul tenta di farsi tirare fuori di galera da Rita sostenendo che Dexter l'ha incastrato Rita lo abbandona comunque al suo destino essendosi stufata del marito violento che muore dopo essere rimasto coinvolto in una rissa.
- Laura Moser (stagione 1-2), interpretata da Sage Kirkpatrick, doppiata da Clorinda Venturiello.
Era la madre di Dexter e Brian viene uccisa e fatta a pezzi davanti ai figli. Era un'informatrice e amante di Harry, compare solo in alcuni flashback. Dexter vendicherà anni dopo la morte della madre uccidendo l'assassino di sua madre e il boss mandante dell'omicidio.
- Camilla Figg (stagione 1-3), interpretata da Margo Martindale, doppiata da Silvia Tortarolo.
È un'amica della famiglia Morgan, storica archivista della polizia di Miami. Su richiesta di Harry, ha distrutto a suo tempo il file del ritrovamento di Dexter. Malata di cancro, chiede a Dexter di ucciderla.
- Esme Pascal (stagione 1-2), interpretato da Judith Scott, doppiata da Alessandra Cassioli.
È una poliziotta haitiana che prende il posto del tenente LaGuerta al comando della omicidi. Sospetta che il compagno la tradisca, e viene rimossa dal comando quando questo sospetto diventa un'ossessione.

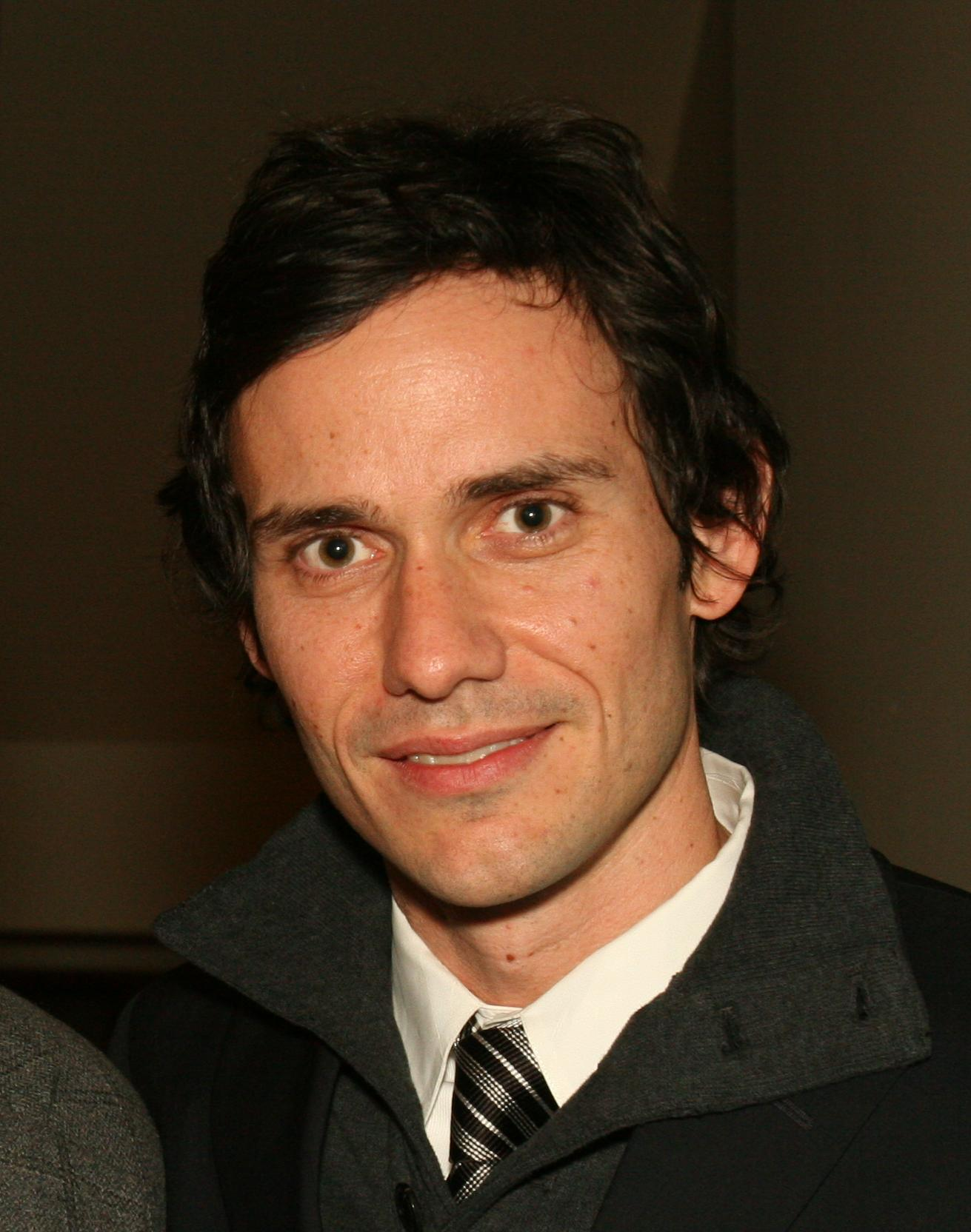
Christian Camargo, interprete di Brian Moser.

### Introdotti nella seconda stagione
- Lila Tournay (stagione 2), interpretata da Jaime Murray, doppiata da Patrizia Burul.
È una giovane inglese che Dexter conosce durante una riunione dei Narcotici Anonimi. Il suo vero nome è Lila West; è infatti una piromane che si è rifugiata a Miami sotto falso nome per sfuggire alla giustizia. Dexter ne resta affascinato, poiché Lila sembra essere la prima persona che riesce a "capire" la sua mente, e in breve se ne innamora. Lila gli si lega in modo ossessivo, ma quando Dexter capisce che il suo istinto omicida – a differenza sua – non ha regole, la lascia, ritornando da Rita. Lila cerca di riconquistarlo in tutti i modi, arrivando anche a uccidere James Doakes (che sta dando la caccia proprio a Dex), ma lui ormai non vuole più avere nulla a che fare con lei. Delusa, per vendicarsi Lila arriva a rapire Astor e Cody, cercando di ucciderli in un incendio assieme allo stesso Dexter, ma lui riesce a salvarli. Lila fugge così a Parigi, ma invano, perché Dexter la raggiunge e la uccide, vendicando la morte del sergente Doakes.
- Frank Lundy (stagioni 2 e 4), interpretato da Keith Carradine, doppiato da Gino La Monica.
È un famoso agente speciale dell'FBI (soprannominato Agente Speciale Rockstar per via dei suoi successi sul lavoro) specializzato nel dare la caccia ai serial killer. Vedovo da qualche anno, arriva a Miami per dare la caccia al Macellaio di Bay Harbor dopo il ritrovamento dei corpi delle sue vittime. Dopo aver incontrato Dexter i 2 fanno amicizia e durante un dialogo tra loro Lundy dice che un omicidio non è mai giustificato tranne per una ragione ovvero salvare un'altra vita e Dexter realizza dalle parole di Lundy che grazie ai suoi delitti ha salvato molte vite. Dex riesce faticosamente a sviare le loro indagini, e così i sospetti dell'FBI e di Lundy si concentrano sul sergente Doakes, che dopo la sua morte (per mano di Lila) viene accusato di essere Il Macellaio. Contemporaneamente, Lundy lega particolarmente con Debra; i due, nonostante la differenza d'età, si innamorano, ma la caccia a un nuovo omicida seriale costringe Lundy a lasciare Miami e a troncare la relazione con Debra. Ritorna a Miami un anno dopo, ormai in pensione, per indagare su Trinity Killer, il più pericoloso serial killer degli Stati Uniti. Non potendo più contare sull'FBI, chiede aiuto a Debra, e questo porta i due a riavvicinarsi, ma proprio quando si scoprono ancora innamorati l'uno dell'altra, un misterioso killer spara a entrambi, ferendo Debra e uccidendo Lundy. Debra scoprirà che era in realtà la figlia di Trinity e quando Debra rifiuta di perdonarla pur di non finire in prigione si uccide di fronte a lei.
- Gail Brandon (stagione 2), interpretata da JoBeth Williams, doppiata da Angiola Baggi.
È la madre di Rita. È un'ex insegnante, licenziata dalla sua scuola per via dei suoi metodi di insegnamento, e che a seguito di ciò lascia il Michigan e si trasferisce per qualche tempo a casa della figlia. Gail è una persona che nella vita ha sempre avuto aspettative molto alte verso le altre persone, motivo per cui tra lei e sua figlia Rita non corre buon sangue. Non ha in simpatia Dexter, e sospetta che nasconda qualcosa. È preoccupata dal fatto che Rita possa ripetere gli errori del passato legandosi nuovamente a un uomo sbagliato.
- Gabriel Bosque (stagione 2), interpretato da Dave Baez, doppiato da Gaetano Varcasia.
È il primo ragazzo di Debra dopo Brian, si incontrano in palestra e iniziano a uscire. È uno scrittore di libri per bambini, viene lasciato da Debra quando questa capisce di amare Lundy.
- Santos Jimenez (stagione 2), interpretato da Tony Amendola, doppiato da Dario Penne.
È uno dei killer di Laura Moser, viene ucciso da Dexter dopo parecchi ripensamenti.
- Francis (stagione 2-5), interpretata da Tasia Sherel.
È un'amica di Debra, che prende il posto di Camilla come archivista della polizia.

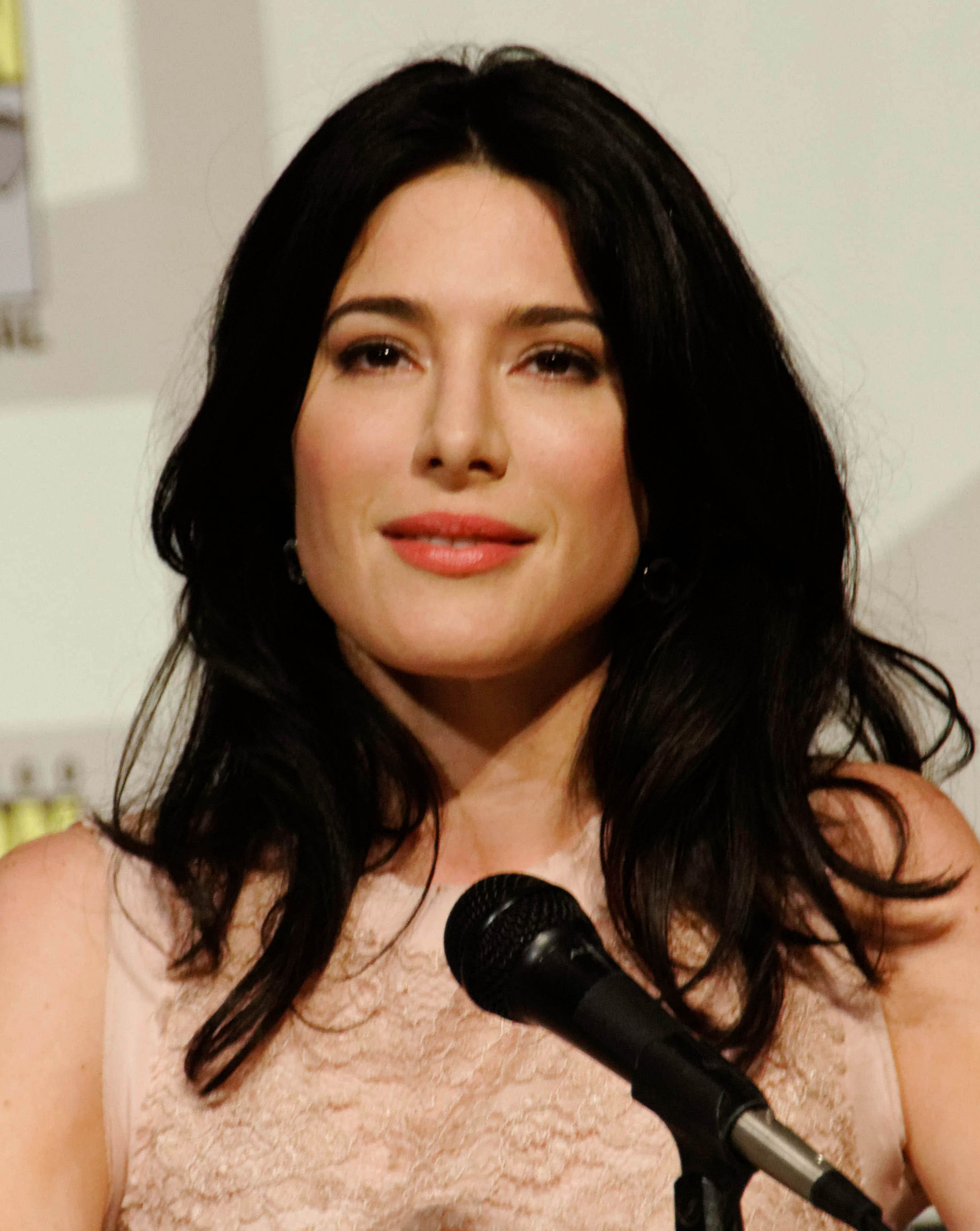
Jaime Murray, interprete di Lila Tournay.
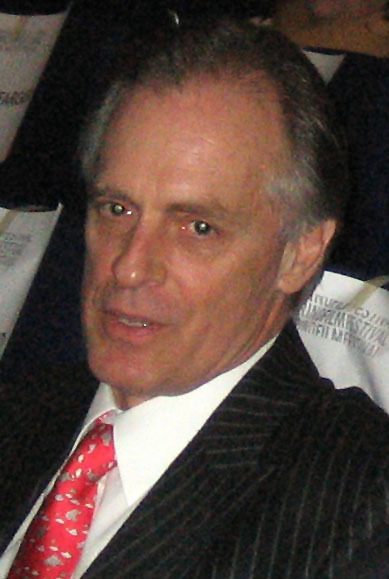
Keith Carradine, interprete di Frank Lundy.
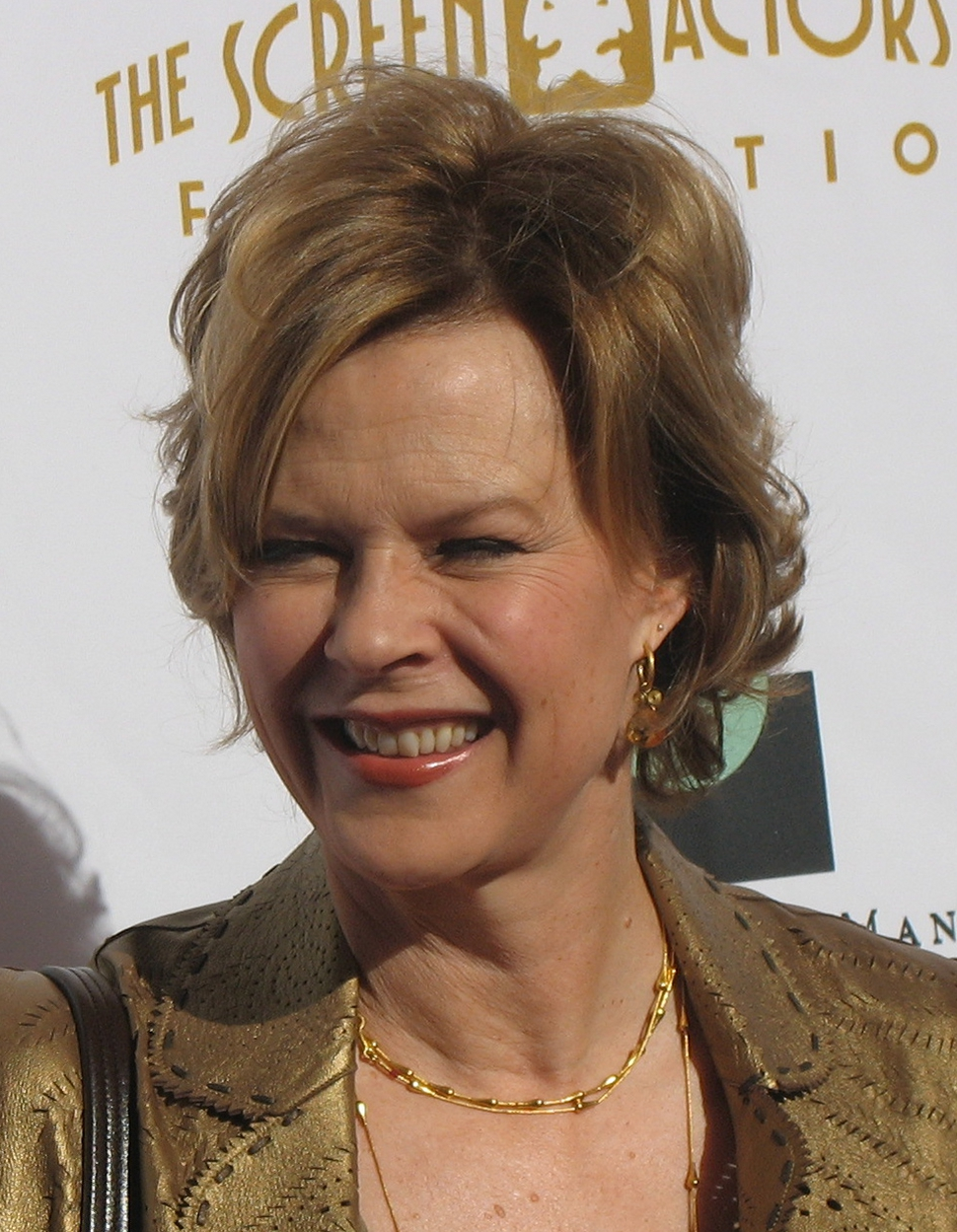
JoBeth Williams, interprete di Gail Brandon.
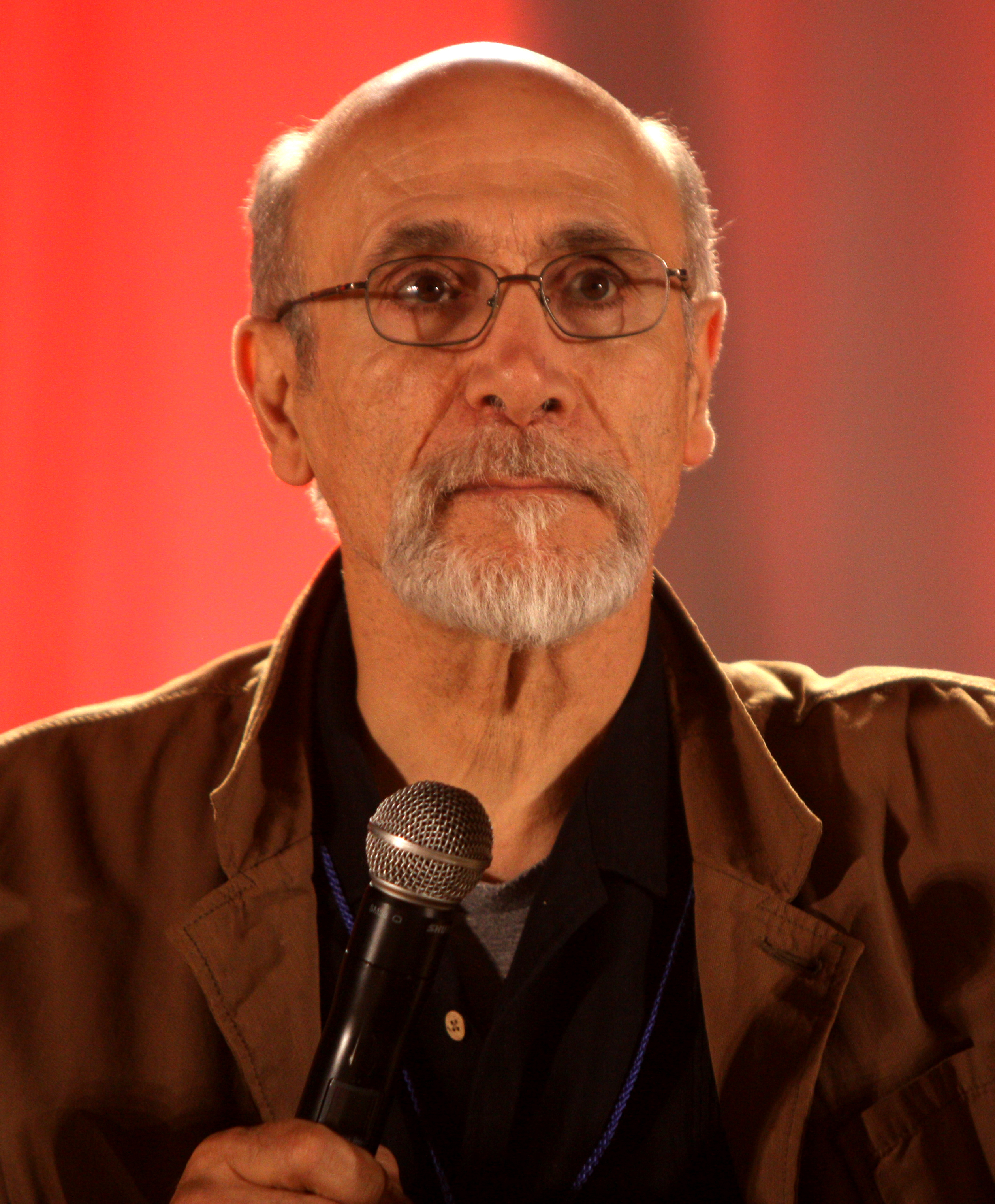
Tony Amendola, interprete di Santos Jimenez.

### Introdotti nella terza stagione
- Miguel Prado (stagione 3), interpretato da Jimmy Smits, doppiato da Fabrizio Pucci.
È il procuratore di Miami, amico intimo di Maria LaGuerta, che entra in contatto con Dexter dopo la morte del suo fratello minore (non sapendo che in realtà è stato ucciso da Dexter stesso). Miguel ha una visione molto particolare della giustizia, ed è convinto che molte volte il "sistema" non riesca a proteggere i cittadini dai criminali. Intuisce che Dexter nasconde qualcosa nella sua vita, e presto capisce qual è il suo segreto. Sorprendentemente, Miguel non ne è spaventato, anzi è convinto che Dexter sia nel giusto, e che le sue uccisioni sopperiscano lì dove il "sistema" ha fallito. Dexter si trova così alle prese con quello che potrebbe essere il suo primo vero "amico", e fa conoscere a Miguel il suo passeggero oscuro. Quando però Miguel non riesce più a controllare i suoi istinti, e uccide un innocente, Dexter capisce che la cosa è andata troppo in là, e non riuscendo più a fermare la crescente e sregolata follia di Miguel, non trova altra soluzione che ucciderlo.
- Sylvia Prado (stagione 3, guest 8), interpretata da Valerie Cruz, doppiata da Irene Di Valmo.
È la moglie di Miguel Prado. Dopo che Dexter e suo marito Miguel iniziano a frequentarsi, Sylvia lega con Rita, e in breve le due diventano grandi amiche, con Sylvia che aiuta Rita a trovare un nuovo lavoro e a organizzare il matrimonio tra lei e Dexter. Nell'ottava stagione aiuta Dexter a vendere l'appartamento.
- Ramon Prado (stagione 3), interpretato da Jason Manuel Olazabal, doppiato da Gaetano Varcasia.
È il fratello di Miguel, convinto che la polizia non stia cercando l'assassino del fratello cerca di trovare da solo il colpevole. È un violento e alcolizzato molto geloso di Dexter e Miguel.
- Yuki Amado (stagione 3), interpretata da Liza Lapira, doppiata da Barbara Pitotti.
È un agente degli affari interni che avvicina Debra per convincerla a indagare sul suo nuovo collega Quinn, Deb rifiuta e fa chiudere l'indagine.
- Ellen Wolf (stagione 3), interpretata da Anne Ramsay, doppiata da Stefanella Marrama.
È un'avvocatessa che cerca di impedire che gli innocenti finiscano in galera. Diventa amica del tenente LaGuerta e inizia un procedimento contro Miguel. A quel punto Miguel ritenendo che la causa dei problemi legati al sistema siano alcuni avvocati difensori che non si rendono conto della reale colpevolezza dei loro clienti che fanno uscire solo per denaro chiede a Dexter di uccidere Ellen ma Dexter dopo averla incontrata di persona seppur la ritenga una persona non molto simpatica decide di non ucciderla in quanto la donna di per sé ha fatto solo il suo lavoro anche se ha difeso le persone sbagliate che non erano realmente innocenti. Lentamente Ellen quando si rende conto che alcuni dei suoi clienti sono realmente colpevoli comincia a cambiare modo di vedere le cose e aiuta la polizia ad arrestare uno dei suoi clienti che era ricercato dal dipartimento di polizia. Apparentemente questo atto sembra far cambiare idea a Miguel sul conto della rivale e promette a Dexter che non avrebbe fatto del male a Ellen ma successivamente Miguel non riuscendo più a contenere la rabbia verso la donna che continua a reputare un ostacolo alla sua carriera la uccide.
- Barbara Gianna (stagione 3), interpretata da Kristin Dattilo, doppiata da Anna Cugini.
È una poliziotta che inizia una storia con Batista, all'inizio della quarta stagione si viene a sapere che hanno rotto perché la storia non ha funzionato.
- George W. King (stagione 3), interpretato da Jesse Borrego, doppiato da Andrea Lavagnino.
È apparentemente un immigrato nicaraguense che lavora a Miami come giardiniere, ma in realtà nel suo paese era un ex capitano della resistenza, che interrogava e torturava selvaggiamente la gente. Questo suo aspetto torna alla luce quando uccide un piccolo spacciatore, e da questo momento inizia un'escalation di omicidi che lo porta a diventare un vero e proprio serial killer, soprannominato Lo Scorticatore. Miguel Prado lo assolda per rapire ed eliminare Dexter, ma alla fine è proprio Dexter, sfuggito alla cattura, a ucciderlo, facendolo apparire come un suicidio.
- Anton Briggs (stagioni 3-4), interpretato da David Ramsey, doppiato da Marco De Risi.
È un giovane cantante di colore, piccolo spacciatore e informatore del detective Quinn. È lui che lo segnala a Debra per aiutarla in un caso. Inizialmente i due non si sopportano, il ragazzo arriva pur di stuzzicarla a fumarsi uno spienello davanti a lei arrivando a dirle beffardamente di fumarselo con lui ma presto, inaspettatamente, si innamorano, e proprio Debra – insieme a Quinn – gli salva la vita dopo che viene rapito da Lo Scorticatore. La relazione tra Anton e Debra prosegue tranquillamente fino a quando Frank Lundy, vecchio amore di Debra, non torna a Miami. Debra si scopre ancora innamorata e passa la notte con lui, proprio la notte in cui Lundy viene ucciso. Quando Debra gli confessa l'accaduto, Anton si fa da parte.

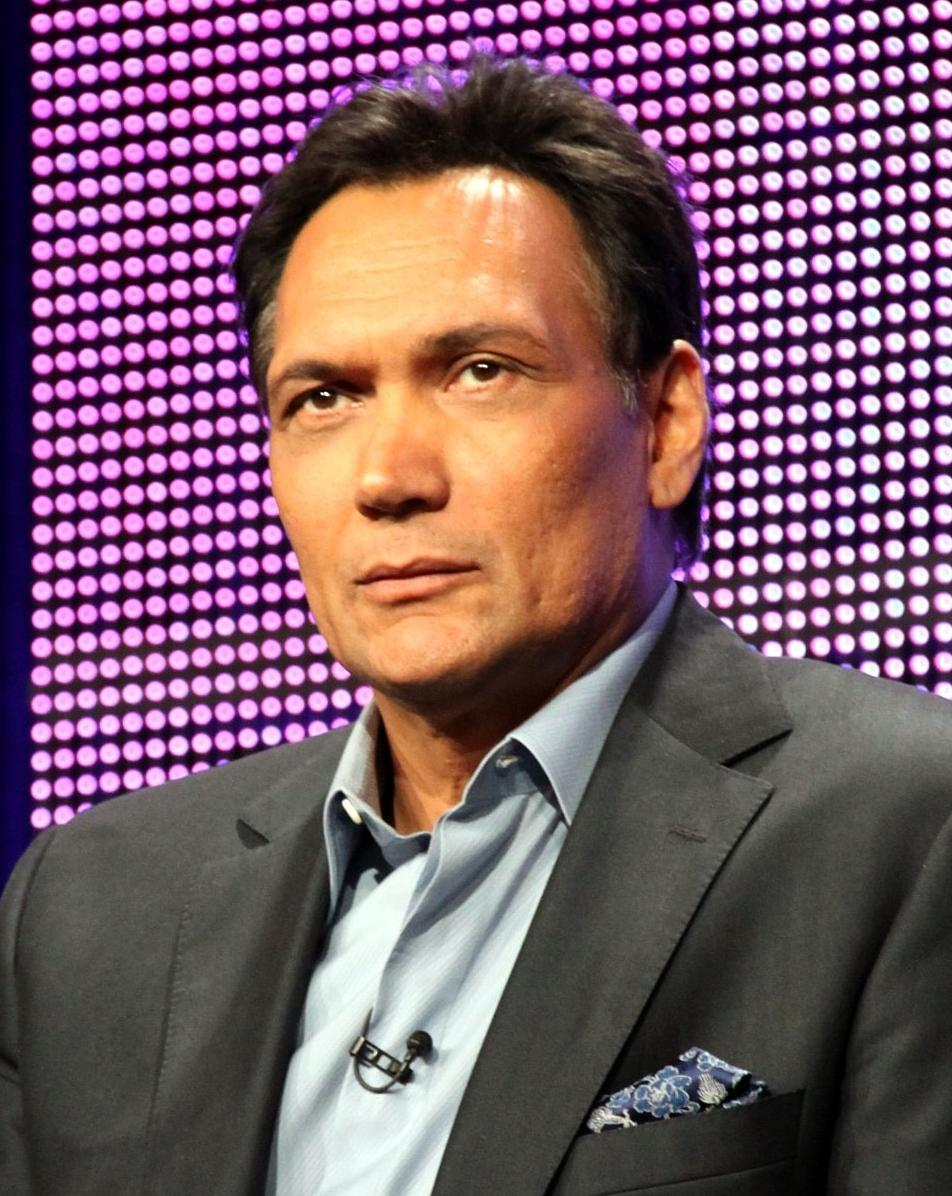
Jimmy Smits, interprete di Miguel Prado.
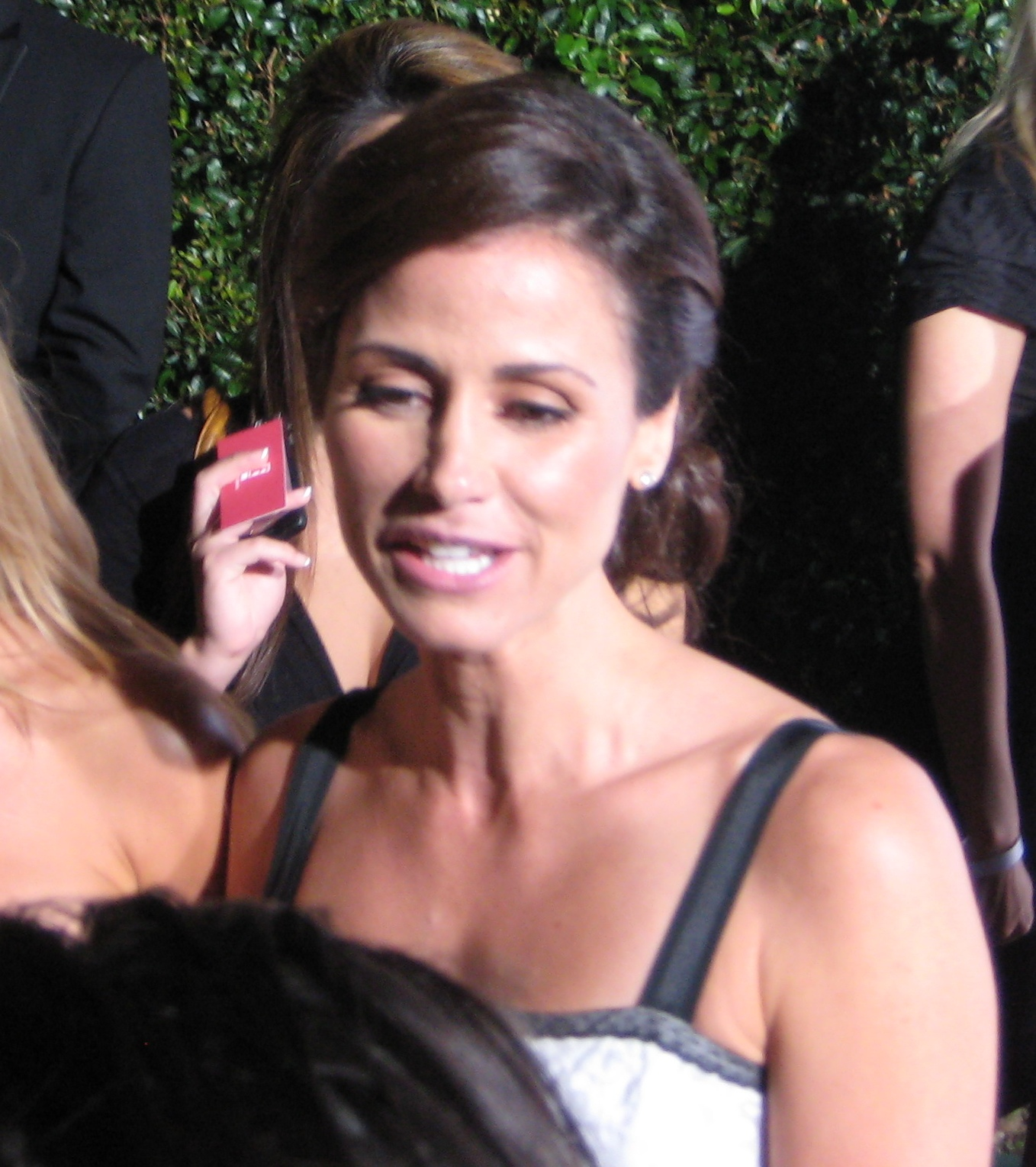
Valerie Cruz, interprete di Sylvia Prado.
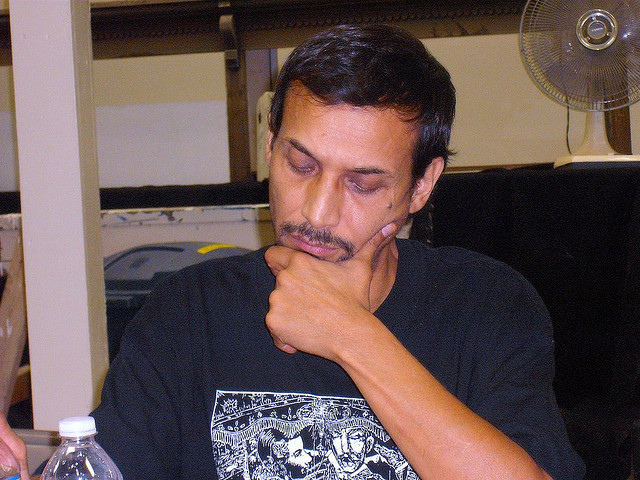
Jesse Borrego, interprete di George W. King.

### Introdotti nella quarta stagione
- Arthur Mitchell (stagione 4; New Blood e Resurrection), interpretato da John Lithgow, doppiato da Dario Penne (Dexter) e da Stefano De Sando (New Blood e Resurrection).
È il più pericoloso serial killer degli Stati Uniti d'America, che da 30 anni compie omicidi in lungo e in largo per la nazione, senza mai lasciare tracce. È soprannominato Trinity Killer perché uccide secondo un preciso rituale (cioè 3 vittime alla volta), prima di scappare e ricomparire in un'altra città, pronto a ricominciare una nuova serie di omicidi. Trinity Killer è l'unico serial killer che Frank Lundy non è mai riuscito a catturare (escluso Dexter Morgan), ed è questo il motivo che lo porta a ritornare a Miami, dov'è convinto che si nasconde ora, per dargli la caccia. Lundy arriva vicinissimo a lui, ma muore prima di poterlo catturare. Dexter è intenzionato a finire l'opera, ma con sua grande sorpresa scopre che Trinity Killer altri non è che Arthur Mitchell, un tranquillo padre di famiglia, devoto religioso e dedito ad opere di beneficenza. Dexter resta inizialmente affascinato da come Arthur sia riuscito a mascherare per tanto tempo la sua natura omicida, e decide di frequentarlo per migliorare l'equilibrio della sua doppia vita, ma presto capisce che in realtà, dietro un'apparente facciata, Arthur è un violento che terrorizza da anni la sua famiglia. Pedinandolo, Dexter si accorge però che la sua prima vittima non è una donna bensì un bambino di 10 anni, così indaga e scopre che le sue serie di omicidi non sono tre ma quattro: un bambino scomparso anticipa le due donne e l'uomo, indizio sfuggito anche all'agente Lundy. Dexter riesce a scongiurare il tentativo di Arthur di uccidere un bambino che aveva rapito ma Arthur pedinando Dexter scopre la vera identità di Dexter e minaccia di uccidere lui e la sua famiglia se tenterà di intralciarlo. Dexter capisce che Arthur sarà sempre un pericolo per lui e la sua famiglia e decide di fermare Arthur una volta per tutte. Dexter dopo averlo inseguito finalmente lo uccide, ma non riesce ad evitare che Arthur uccida per vendetta sua moglie Rita che aveva ucciso prima che Dexter riuscisse a fermarlo.
- Christine Hill (stagione 4), interpretata da Courtney Ford, doppiata da Francesca Fiorentini.
È una giovane e bella giornalista. Mentre è a caccia di qualche scoop, conosce il detective Joey Quinn, ed inizia una relazione con lui. Quinn non sospetta però che in realtà Christine è la persona che ha sparato a Frank Lundy e Debra, uccidendo Lundy e ferendo la sua collega. Indagando per scoprire il perché di quel gesto, Debra e Quinn scoprono che Christine è la figlia segreta di Trinity Killer. Christine ha ucciso Lundy per proteggere il padre, ma a quest'ultimo non sembra importare molto di lei, e la vuole fuori dalla sua vita arrivando a dirle di essersi pentito di averla messa al mondo. Delusa, aiuta la polizia a capire qual è l'identità di suo padre, prima di suicidarsi di fronte ad un'impotente Debra.
- Sally Mitchell (stagione 4), interpretato da Julia Campbell.
È la moglie di Arthur, non è a conoscenza della vera identità del marito. Dopo la scomparsa del padre entra nel programma protezione testimoni; viene uccisa dal figlio nella sesta stagione poiché lei dava la colpa ai figli per ciò che suo marito Trinity aveva fatto.
- Jonah Mitchell (stagione 4-6), interpretato da Brando Eaton, doppiato da Stefano Sperduti.
È il figlio di Trinity, non conosce l'identità oscura del padre. Chiede aiuto a Dexter poiché il padre è un violento. Dopo la scomparsa del padre entra nel programma protezione testimoni. Nella sesta stagione uccide la madre dopo aver scoperto che la sorella si è suicidata; viene lasciato vivo da Dexter, dato che il ragazzo prova rimorso per l'omicidio commesso.
- Rebecca Mitchell (stagione 4), interpretata da Vanessa Marano.
È la figlia di Trinity ma è completamente all'oscuro della vera identità del padre. La sua camera sembra quella di una bambina e da quando ha tentato la fuga da casa il padre ha messo dei lucchetti alla sua porta. Dopo la scomparsa del padre entra nel programma protezione testimoni. Si suicida durante la sesta stagione.
- Elliot (stagione 4-5), interpretato da Rick Peters.
È il nuovo vicino di Dexter e Rita, neo divorziato diventa molto amico della famiglia. Prova dei sentimenti per la donna ed arriva anche a baciarla ma Rita lo respinge. Viene preso a pugni da Dexter quando questi lo scopre, e si mostra sconvolto quando Rita viene ritrovata morta e dichiara a Dexter che ucciderebbe volentieri l'uomo che ha ucciso Rita non sapendo che Dexter l'aveva già ucciso.
- Harrison Morgan (stagioni 4-8), interpretato attori vari (stagione 4) e da Luke, da Evan Kruntchev (stagioni 5-8) e da Jack Alcott (New Blood e Resurrection).
È il figlio di Dexter e Rita. Si chiama Harrison come suo nonno Harry Morgan. Quando Dexter tenta il suicidio il bambino viene allevato da Hannah McKay, la fidanzata del padre che fa ad Harrison da madre adottiva. Alcuni anni dopo, in seguito alla morte di Hannah, Harrison  finisce in varie famiglia affidatarie dove viene maltrattato. Dopo aver  trovato una lettera che Dexter aveva spedito ad Hannah per fargli sapere che stava bene, il ragazzo decide di raggiungere il padre e riallacciare rapporti con lui. Harrison ritrova quindi il padre e quando Dexter scopre che Harrison ha sviluppato gli stessi impulsi violenti a causa della morte della madre, aiuta il figlio a incanalare i suoi impulsi violenti insegnandogli a sua volta il codice di Harry e grazie a ciò Harrison impara a dominare i suoi impulsi violenti e diventa un vigilante come il padre, difendendo gli innocenti.

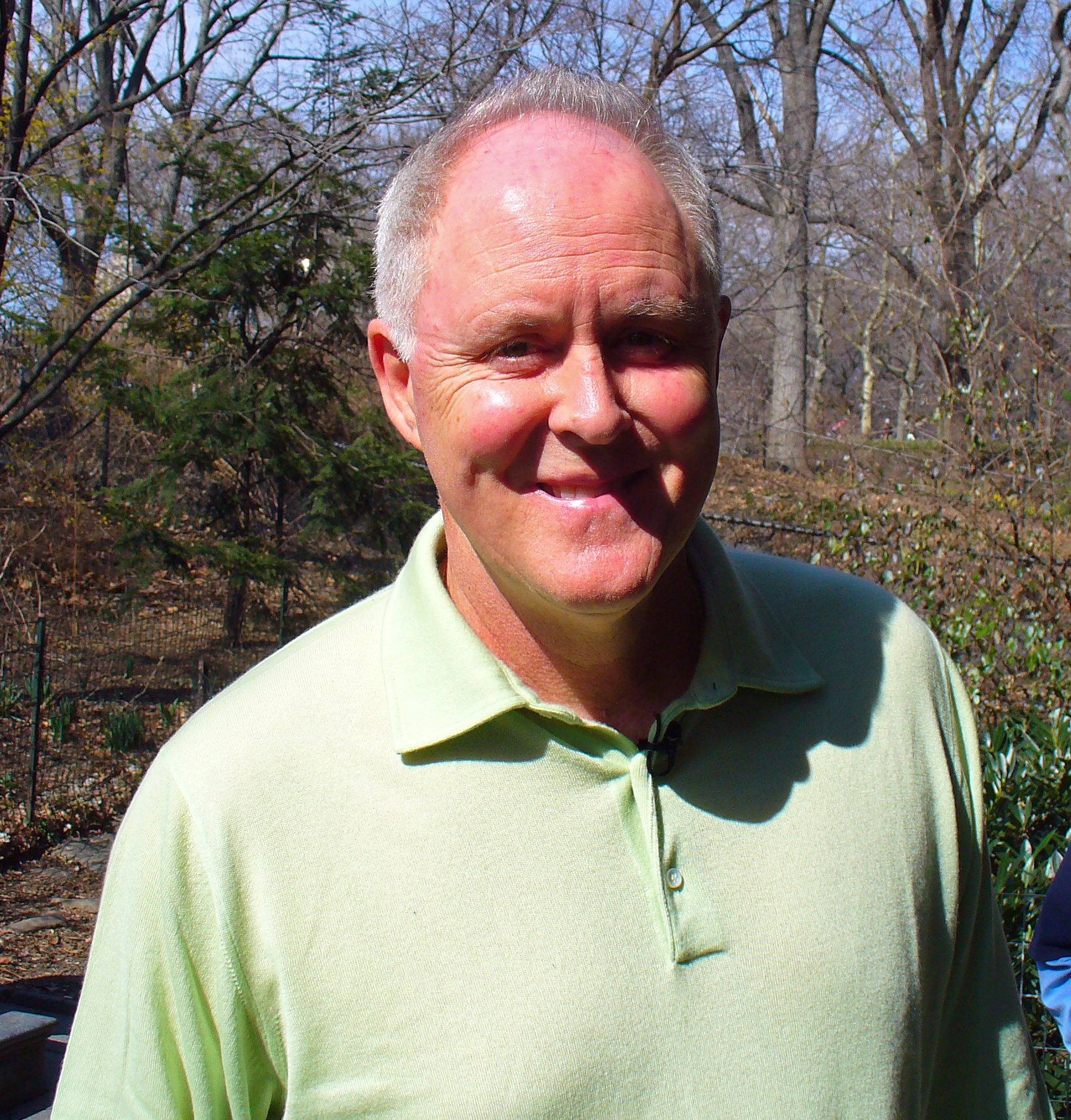
John Lithgow, interprete di Arthur Mitchell.
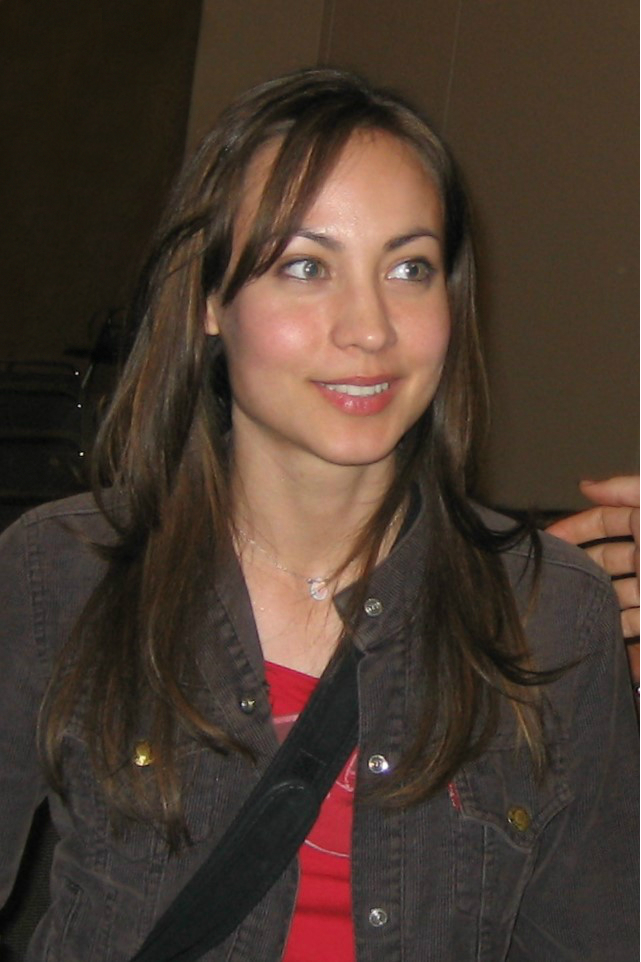
Courtney Ford, interprete di Christine Hill.
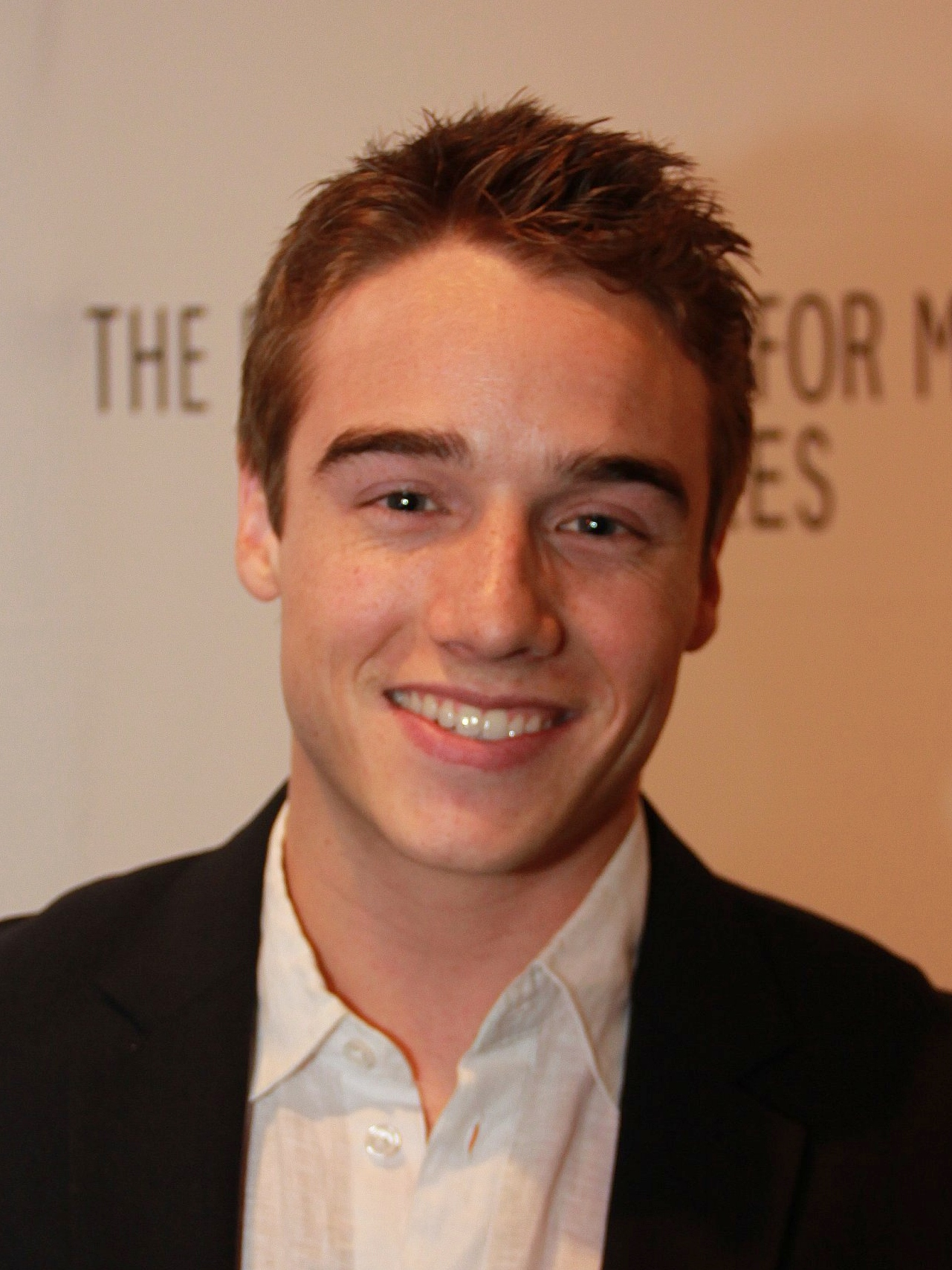
Brando Eaton, interprete di Jonah Mitchell.
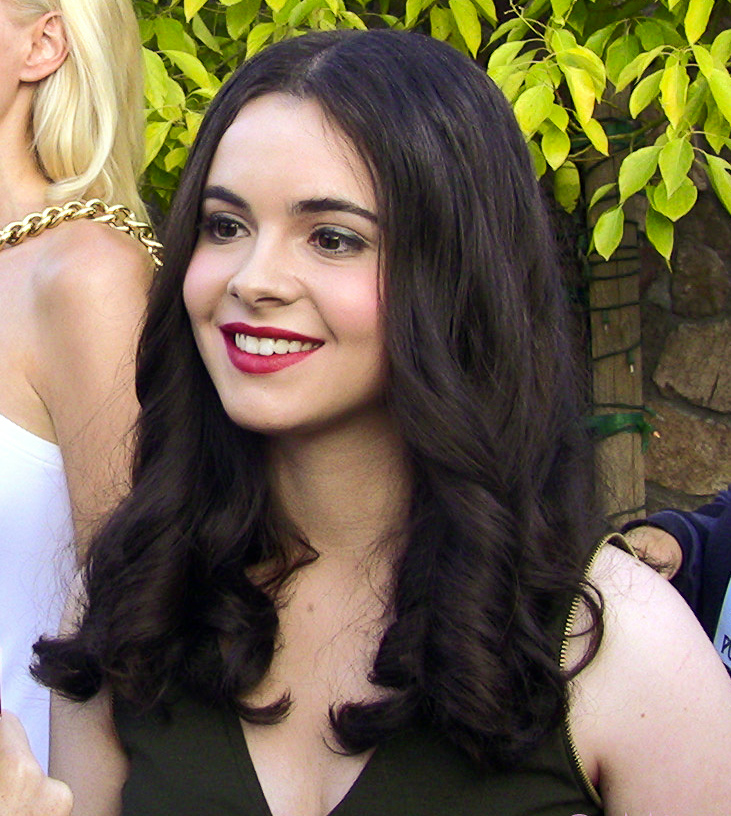
Vanessa Marano, interprete di Rebecca Mitchell.

### Introdotti nella quinta stagione
- Lumen Pierce (stagione 5), interpretata da Julia Stiles. Viene introdotta a partire dal terzo episodio della quinta stagione, nel quale viene rivelato che la ragazza avrebbe dovuto sposarsi con il suo fidanzato ma il giorno delle nozze presa dalla paura sul suo avvenire era andata via di casa e aveva lasciato il suo fidanzato in cerca di qualcosa di più ma una volta giunta a Miami era stata rapita, picchiata e stuprata e torturata in gruppo da alcuni uomini, incluso Boyd Fowler. Lei coglie in flagrante Dexter Morgan mentre toglie la vita a Fowler, diventando così un pezzo cardine della vita di Dexter. Dexter la salva e si prende cura di lei, ma inizialmente la ragazza pensa che lui la voglia uccidere per eliminare testimoni credendo erroneamente che sia un mostro come quelli che le hanno fatto del male; anche se Dexter tenta più volte di farle capire che non intende farle del male finendo per riacciuffare Lumen più volte a causa della paura vissuta. Dexter alla fine per convincerla che non vuole nuocerle le dà un coltello come prova di fiducia per dimostrargli che può fidarsi di lui. Lumen volendo mettere alla prova la sincerità di Dexter lo ferisce a una spalla ma quando il ragazzo non reagisce capisce che le ha detto la verità e si scusa con lui per l'equivoco e i 2 diventano amici. Lumen gli chiede aiuto per vendicarsi dei suoi aguzzini, ma dopo il rifiuto dell'ematologo Lumen intraprende comunque la sua vendetta personale, ritrovandosi quasi ad uccidere un malvivente che però non c'entrava con la sua storia. Inizialmente si convince a lasciare Miami per tornare a casa, ma quando viene perquisita in aeroporto rivive l'abuso subito e decide di restare lì. Ogni sera si reca al bar dove è stata adocchiata dai violentatori e ne riconosce uno dall'odore di sudore acido che emanava: dopo averlo portato in un molo gli spara, ma non sapendo cosa farne del corpo si rivolge a Dexter. Quella notte, lei rivela che l'aver ucciso quell'uomo le ha donato un senso di pace che non provava da tempo; così si convince di dover uccidere tutti i suoi aggressori per il proprio bene. Dexter decide di aiutarla poiché sente che anche in lei c'è un passeggero oscuro, e così i due iniziano a dare la caccia agli stupratori; nel frattempo Dexter le insegna a essere un'abile assassina e il suo codice morale in modo che non tocchi innocenti volendo provare a fidarsi nuovamente di qualcuno e non essere nuovamente solo. Lumen grazie agli insegnamenti di Dexter riesce a ritrovare il suo equilibrio interiore e Dexter rivedendo in lei la sua amata moglie che non aveva mai saputo della sua vita segreta da vigilante e che Lumen ha visto la sua natura oscura senza averne paura la fa entrare nella sua vita e nel suo mondo e i due si innamorano perché Lumen non vede Dexter come un mostro, ma a lavoro compiuto Lumen lascia Dexter, poiché si rende conto che non sente più il bisogno di uccidere. Il personaggio di Lumen è stato creato dal direttore esecutivo Clyde Phillips appositamente per la quinta stagione di Dexter. Durante il casting, i produttori cercavano qualcuno che avesse un lato vulnerabile. Poco prima dell'inizio delle riprese, Julia Stiles fu scelta come interprete, ma la cosa venne confermata ufficialmente da Showtime solo il 7 giugno 2010. La Stiles all'inizio della serie credeva che Lumen sarebbe morta alla fine della stagione, poiché in passato tutti quelli che avevano scoperto la doppia identità di Dexter alla fine avevano trovato la morte. L'attrice ha affermato che non avrebbe mai previsto che Lumen potesse rompere con Dexter, e ha trovato la scena difficile da interpretare, a causa del livello di intimità che i due protagonisti avevano instaurato nel corso della stagione. La Stiles ha preparato la scena focalizzandosi sul fatto che Lumen fosse guarita, e che la realtà degli omicidi da lei commessi con Dexter l'avesse in qualche modo distrutta; ha inoltre aggiunto di aver trovato il ripudio di Dexter particolarmente triste, poiché Lumen era venuta a conoscenza più di chiunque altro del lato oscuro del protagonista, il che vuol dire che la rottura è stata un rifiuto a lui in quanto persona.
- Jordan Chase (stagione 5), interpretato da Jonny Lee Miller, doppiato da Francesco Pezzulli. Alla maggior parte delle persone, Jordan Chase si presenta come un oratore, motivatore e autore di grande successo, famoso per "Take It!", un libro con cd che invita chi lo ascolta a prendere ciò che pensa possa servire. In segreto è il capo di un gruppo di cinque uomini responsabili di abuso, tortura, stupro, omicidio ed eliminazione di più di venti donne. Si tratta di un omicida seriale per induzione: nonostante lui non abbia mai neanche toccato le sue vittime, incita i suoi complici a farlo, mentre filma le donne che vengono torturate e stuprate. Inoltre si avvicina alle vittime mentre sono bendate, mette il suo orologio vicino al loro orecchio e dice loro che quello è il suono della loro vita che sta per finire.
Inizialmente Dexter non lo considera un sospettato, grazie soprattutto al fatto che le prove dei forensi hanno indicato che lui non abbia avuto contatti con nessuna vittima. Dexter continua ad incontrare Chase e alla fine si rende conto che è uno del gruppo quando Chase rivela il suo motto: "Tic-tic-tic... è il suono della tua vita che sta per finire." Si scopre in seguito che quando aveva dieci anni, il suo vero nome era Eugene Greer, ed era obeso e trascurato dalla madre. Da ragazzo non era molto attraente e per questo ricambiato da nessuna delle ragazze del campeggio in cui andava all'infuori di Emily che provava pena per lui e lo portava spesso a fare delle passeggiate con lei. Eugene si prese una cotta ma lei non lo ricambiò e ciò portò Eugene a ritenere che si sarebbe preso ciò che voleva con qualunque mezzo. Incontra Cole Harmon e un manipolo di altri ragazzi in un campo estivo (che in seguito utilizzerà per torturare, stuprare ed uccidere diverse donne). Lì con i suoi amici inizia ad isolarsi dal resto del gruppo, e ciò viene riportato da Emily Birch. Mentre era con Greer, Birch viene drogata e privata della conoscenza, per essere portata in un capanno, dove incita gli amici a violentarla dicendo loro "Take It!" (prendetela!), per ispirarli. Tuttavia Emily diventa succube di Chase, tant'è che decide di aiutarlo quando Lumen e Dexter cercano di scovarlo. Jordan continua il suo ciclo di uccisione, stupro e tortura con i suoi compari mentre li registra. In seguito ordinava ad uno dei suoi uomini, Boyd Fowler, di uccidere le vittime e di liberarsene. Con la morte di Fowler e la salvezza di Lumen, il destino di Chase lo fa incontrare con le lame di Dexter. Quando Chase incontra Dexter tenta di farlo passare dalla sua parte tentando di usare il suo dolore per la morte di Rita per plagiarlo ma Dexter pur essendo addolorato dalla morte della moglie non si fa incantare dalle parole di Chase e quando l'uomo se ne accorge e si rende conto che Dexter ha salvato Lumen e con la ragazza ha eliminato i suoi complici decide di liberarsi di entrambi. Alla fine però sarà Dexter ad avere la meglio e dopo aver catturato Chase lascerà che sia Lumen a ucciderlo vendicando tutto il male che il folle uomo ha fatto a lei e a tutte le sue precedenti vittime. Nella settima stagione, María LaGuerta riapre in segreto il caso del Macellaio di Bay Harbor e si mette alla ricerca delle persone scomparse, e il primo nella lista dei suoi sospetti risulta essere Jordan Chase, ritenendo che i fautori delle vittime dei barili fossero stati uccisi dal Macellaio.
- Sonya (stagione 5), interpretata da Maria Doyle Kennedy.
È la babysitter di Harrison, assunta da Dexter dopo la morte di Rita. È un'ex infermiera ospedaliera, ha origini irlandesi ed è profondamente cattolica.
- Stan Liddy (stagione 5), interpretato da Peter Weller, doppiato da Luciano Roffi.
È un ex agente della polizia di Miami, licenziato a causa dei suoi traffici illeciti. Viene assunto da Joey Quinn per indagare su Dexter. Quando Quinn decide di lasciar perdere la cosa, Liddy prosegue l'indagine per conto suo, e scopre i delitti di Dex e Lumen. Riesce a catturare Dexter con l'intento di farlo arrestare per riavere il suo distintivo, salvo poi essere ucciso dallo stesso Dexter.
- Cira Manzon (stagione 5), interpretata da April L. Hernandez, doppiata da Ilaria Latini.
È una poliziotta di origine ispanica che aiuta la squadra omicidi con il caso della Santa Muerte.
- Ray Walker (stagione 5), interpretato da Adam John Harrington, doppiato da Francesco Bulckaen.
È un agente dell'FBI che indaga sull'omicidio di Rita e sul caso di Trinity, è amico di Quinn ma rifiuta di aiutarlo quando questi gli chiede di poter interrogare Jonah Mitchell.

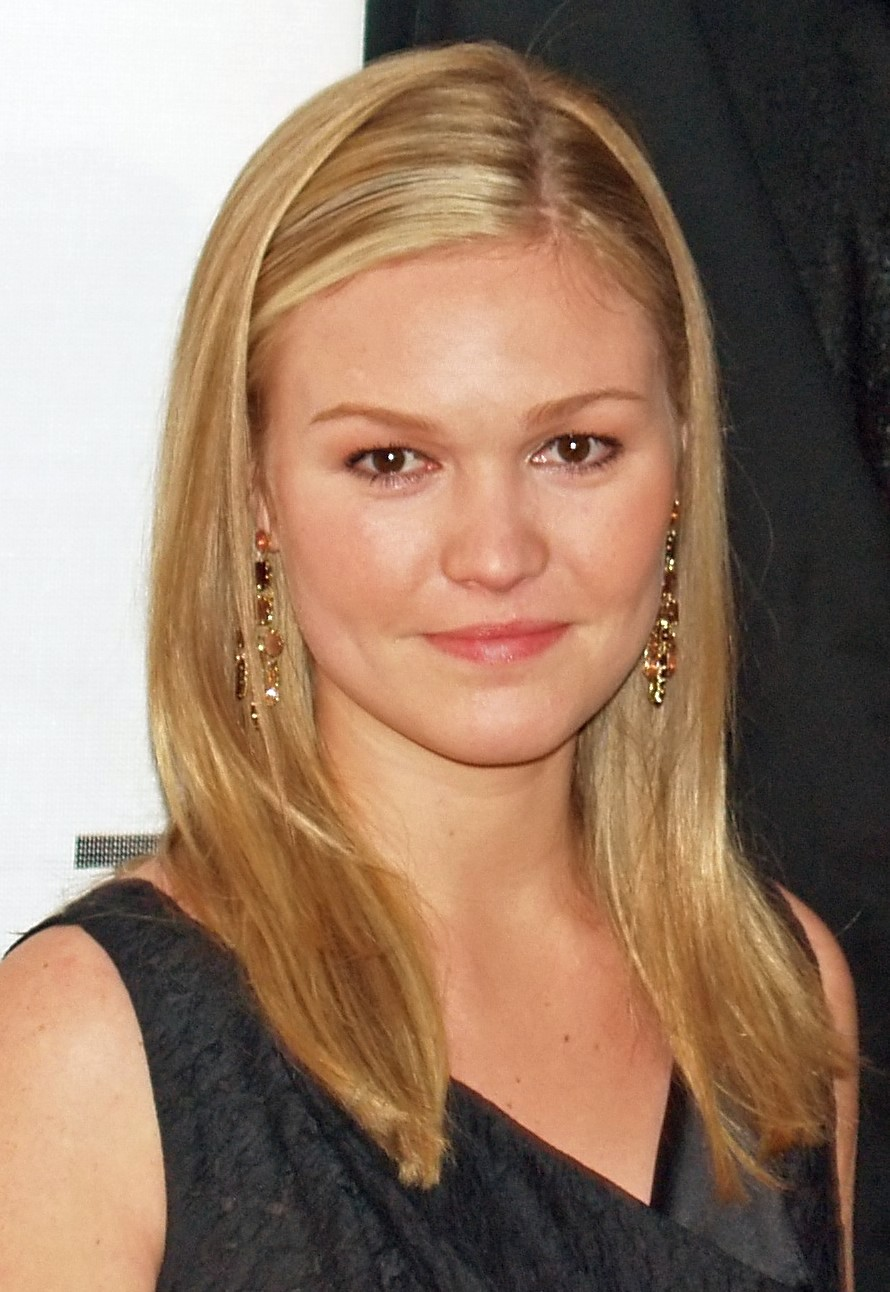
Julia Stiles, interprete di Lumen Pierce.
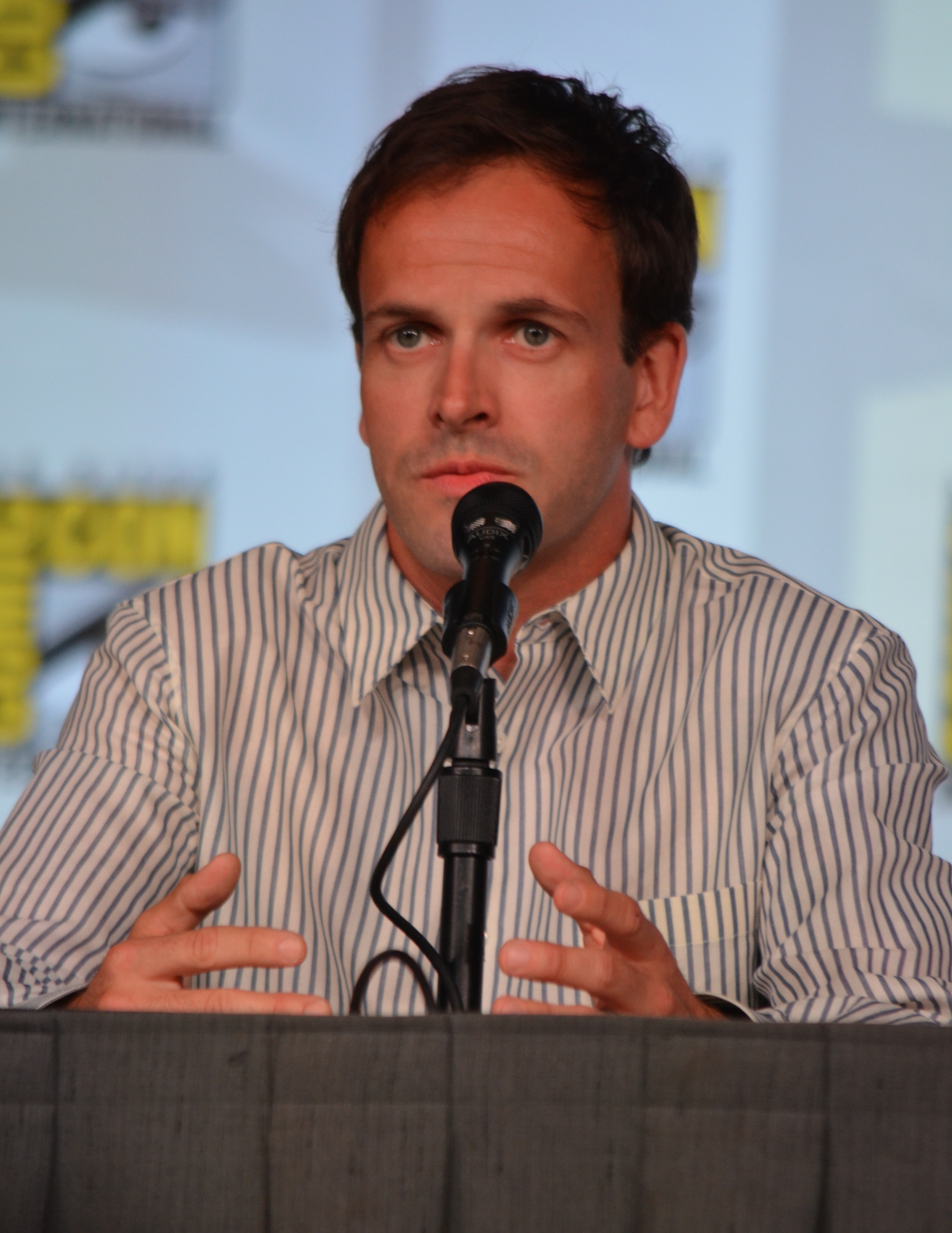
Jonny Lee Miller, interprete di Jordan Chase.
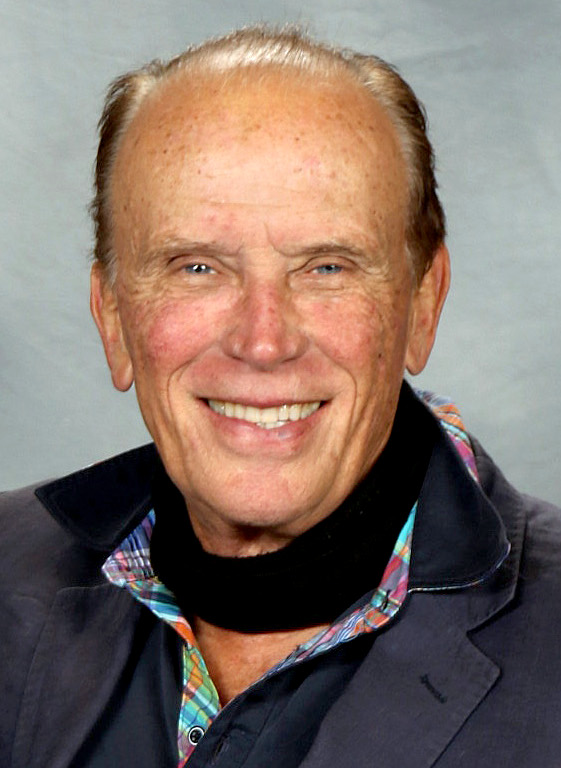
Peter Weller, interprete di Stan Liddy.

### Introdotti nella sesta stagione
- Travis Marshall (stagione 6), interpretato da Colin Hanks, doppiato da Emiliano Coltorti. è l'antagonista principale della sesta stagione. Travis abita ad Opa-locka, in Florida, ma lavora presso un museo di Miami come restauratore, ed allo stesso tempo studioso della bibbia nonché connesso agli omicidi del Killer del Giorno del Giudizio. Guidato dal suo mentore, il professor James Gellar, Travis è portato a credere che ogni delitto commesso sia giustificato. Comunque, la sua natura empatica lo porta in conflitto con le richieste di Gellar. Col passare del tempo, soprattutto dopo l'incontro avuto con Dexter, Travis comincia a sentirsi colpevole per le atrocità patite dalle vittime, nonostante Gellar affermi che le persone sono peccatrici e che la loro morte è necessaria. Quando doveva essere rappresentata la "Meretrice di Babilonia", Travis lascia andare la futura vittima, si distacca da Gellar e torna a vivere con la sorella Lisa. Il ragazzo comunque non riesce a liberarsi della presenza di Gellar e, quando la polizia comincia ad investigare e Debra interroga Lisa, il professore fa sì che sia la sorella di Travis ad avere il ruolo di meretrice, uccidendola e riportando a sé Travis. Dexter si mette alla ricerca del giovane e lo riesce a trovare, pur senza riuscire a mettere le mani su Gellar. Il protagonista nasconde Travis in un hotel, ma Gellar sembra riuscire a perseguitarlo lasciandogli messaggi sulle pareti. Travis torna così nella chiesa quartier generale dei delitti, ma quando Dexter lo va a cercare nei sotterranei trova il corpo di Gellar congelato da almeno un anno. Si capisce dunque che Travis ha un'identità dissociata in Gellar. Una volta che Travis si ritrova faccia a faccia col corpo del professore morto, si distacca dalla persona di Gellar e decide di "finire ciò che avevano iniziato", arruolando i coniugi Dorsey per mettere in pratica "Assenzio", un potente attacco col gas. È inoltre determinato a trovare Holly Benson, la ragazza che lasciò andare su consiglio di Dexter, per ucciderla. Dopo averla assassinata e tentato di contaminare l'intero dipartimento di polizia di Miami col gas, Travis si trova a dover affrontare Dexter, il quale è però disorientato dai postumi del gas e quindi si fa catturare e permette al ragazzo di mettere in scena il tableau "Lago di fuoco". A quel punto Travis si convince della morte di Dexter, va a nascondersi in casa sua, e sceglie il piccolo Harrison come ultima vittima del suo schema. Decide di ucciderlo sul Miami Transcorp Building, ma l'intervento provvidenziale del padre del bimbo salva la vita di quest'ultimo. Dexter riesce inoltre a stordire Travis e, dopo aver riportato Harrison a casa, mette l'assassino imbavagliato sul tavolo e dopo un breve dibattito sull'esistenza di Dio lo uccide ponendo fine al suo delirio fanatico e alla sua minaccia una volta per tutte, ignaro della presenza di Debra.
- James Gellar (stagione 6), interpretato da Edward James Olmos.
È un famoso esperto di storia religiosa che ha insegnato presso l'università di Tallahassee. Tre anni dopo esserne stato cacciato sembra essere protagonista di una serie di brutali omicidi a sfondo religioso che si verificano improvvisamente a Miami, ma in realtà è stato ucciso da Travis proprio tre anni prima e il suo corpo è stato congelato e riposto in un freezer di una chiesa abbandonata. Ogni volta che compare, non è quindi lui in persona, ma una specie di "fantasma" nella mente di Travis.
- Lisa Marshall (stagione 6), interpretata da Molly Parker.
È la sorella maggiore di Travis. Ha cresciuto Travis, ed ha quindi con lui un rapporto molto profondo e protettivo. Viene uccisa come la Meretrice di Babilonia dal fratello Travis.
- Fratello Sam (stagione 6), interpretato da Mos Def, doppiato da Tony Sansone.
È un ex criminale diventato sacerdote. Durante una rapina uccise un negoziante, fu condannato a morte ma il giudice del caso morì e il processo venne annullato. Dexter avrebbe voluto giustiziarlo ma fu anticipato dalla polizia che lo arrestò di nuovo per possesso di sostanze stupefacenti e in prigione l'uomo si era pentito e aveva deciso di condurre una vita dedicata ad aiutare i ragazzi finiti nelle gang criminali. Gestisce un'officina dando lavoro ad ex carcerati. Dexter quando capisce che Sam si è realmente pentito né diventa amico e arriva a difenderlo da una gang criminale di cui uccide il boss. Purtroppo Fratello Sam viene ucciso proprio da uno dei ragazzi che voleva aiutare e sul letto di morte supplica Dexter di cui ha capito la natura di assassino vigilante di concedere una possibilità di redenzione al suo assassino. Dexter tenterà di onorare tale richiesta ma l'assassino rimarrà impenitente fino all'ultimo portando Dexter a ucciderlo per aver tradito tutto quello che Fratello Sam aveva fatto per lui. Alla fine Dexter concederà la stessa possibilità a Jonah il figlio di Trinity che aveva ucciso la madre violenta vedendo che il ragazzo era profondamente pentito di ciò che ha fatto e deciderà di perdonarlo offrendogli la possibilità di redimersi onorando nei suoi confronti la richiesta che Fratello Sam aveva fatto per il suo assassino.
- Ryan Chambers (stagione 6) interpretata da Brea Grant.
È una giovane stagista che lavora nel laboratorio della scientifica, a stretto contatto con Dexter e Masuka. Viene licenziata perché vende online un reperto del Killer del Camion Frigo.
- Mike Anderson (stagioni 6-7), interpretato da Billy Brown, doppiato da Massimo Bitossi.
È un poliziotto di Chicago appena arrivato nel Dipartimento di Miami. È molto intelligente, ma ha anche un carattere abbastanza duro, che non gli permette di relazionarsi facilmente con i nuovi colleghi della squadra omicidi. Viene ucciso da Viktor, sicario del criminale Isaak Sirko.
- Louis Greene (stagione 6-7), interpretato da Josh Cooke, doppiato da Andrea Lavagnino.
È lo stagista di Masuka che rimpiazza Ryan, un genio del computer con una strana ossessione per i serial killer; infatti è lui che compra il reperto del Killer del Camion Frigo e lo spedisce anonimamente a Dexter. S'innamora della sorella di Angel. Dopo che Dexter lo scopre lo fa licenziare e lo fa lasciare da Jaime. Infine viene sorpreso sulla barca di Dexter da Isaak Sirko, che dopo averlo interrogato lo uccide credendolo un complice di Dexter.
- Michelle Ross (stagione 6), interpretata da Rya Kihlstedt, doppiata da Claudia Razzi.
È la psicologa di Debra.
- Clarissa Porter (stagione 6), interpretata da Mariana Klaveno.
È un'insegnante dell'università di Tallhasee ed ex alunna di Gellar.

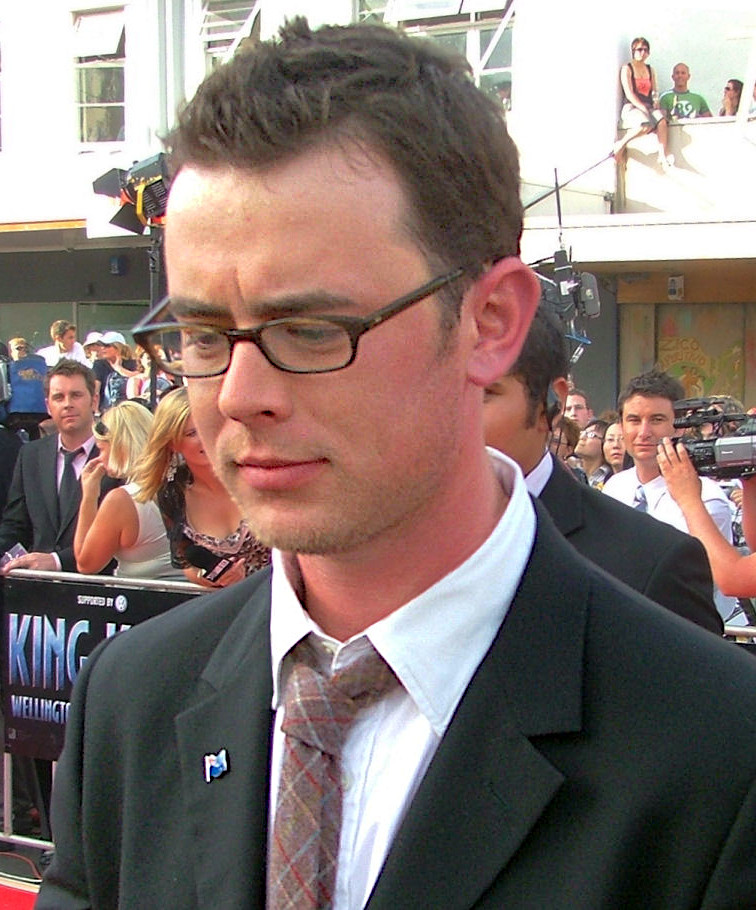
Colin Hanks, interprete di Travis Marshall.
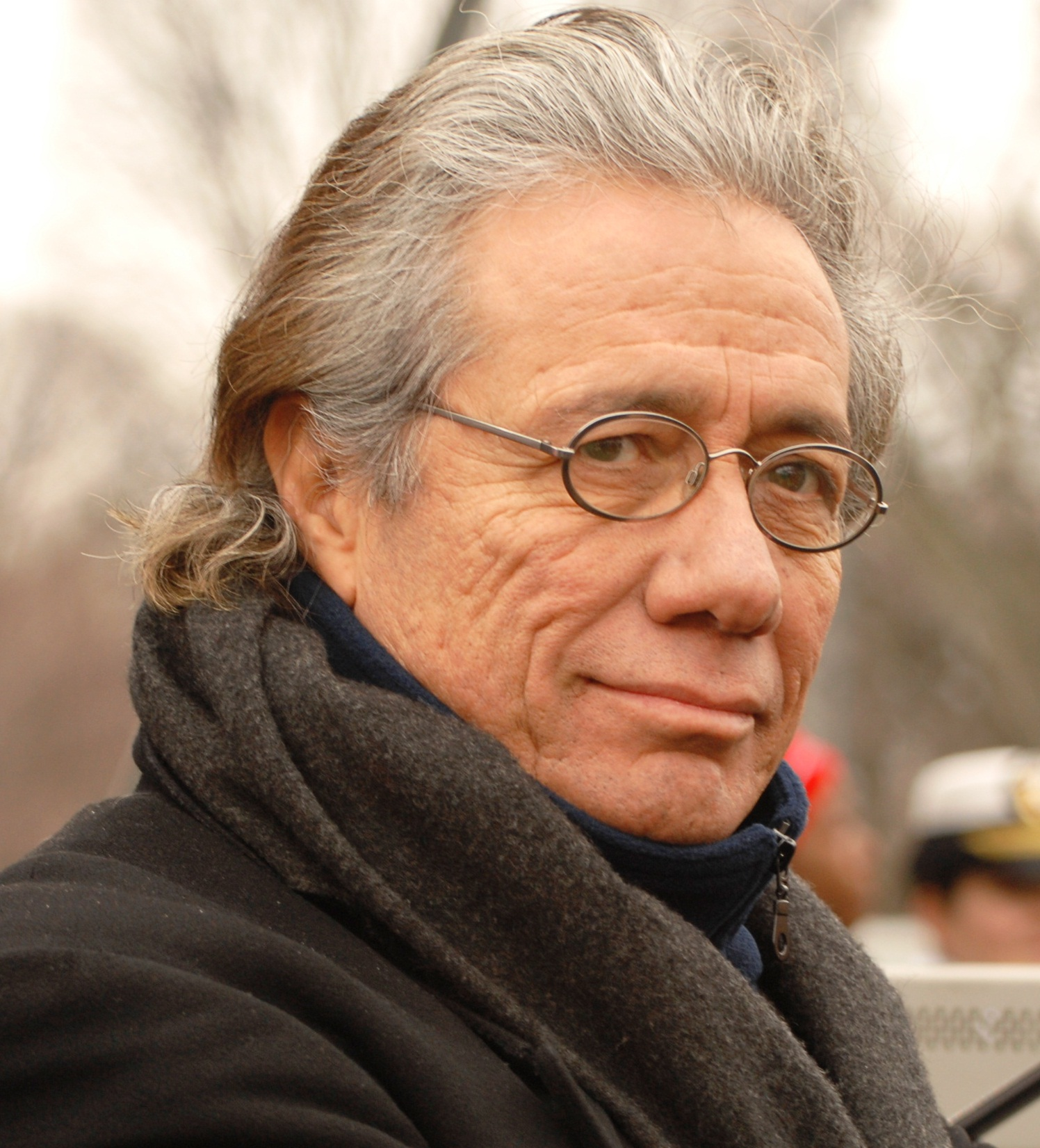
Edward James Olmos, interprete di James Gellar.
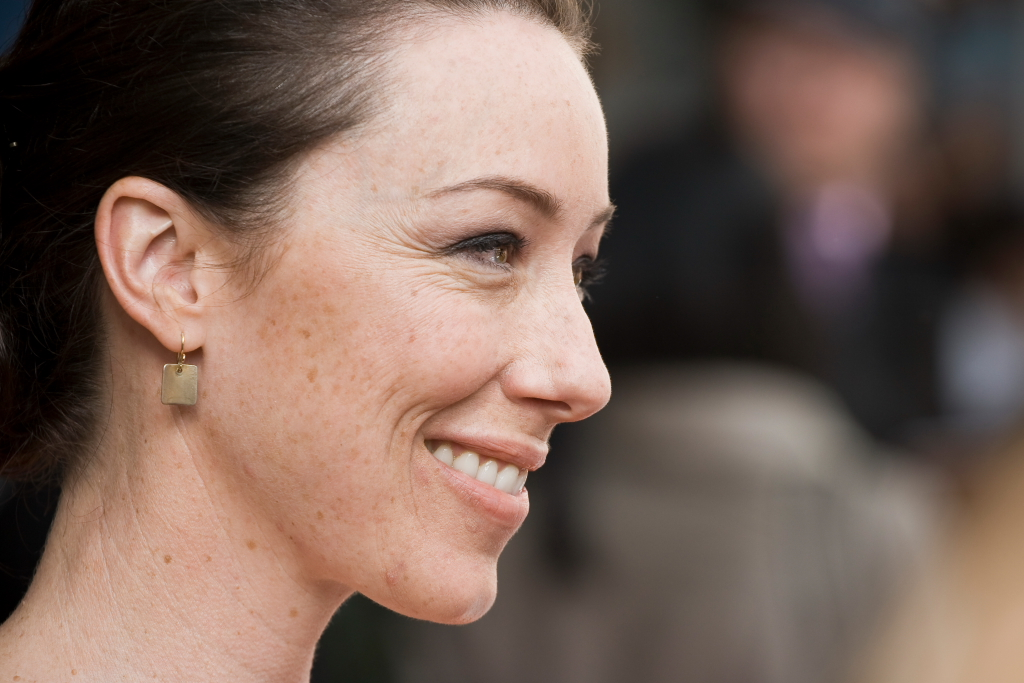
Molly Parker, interprete di Lisa Marshall.
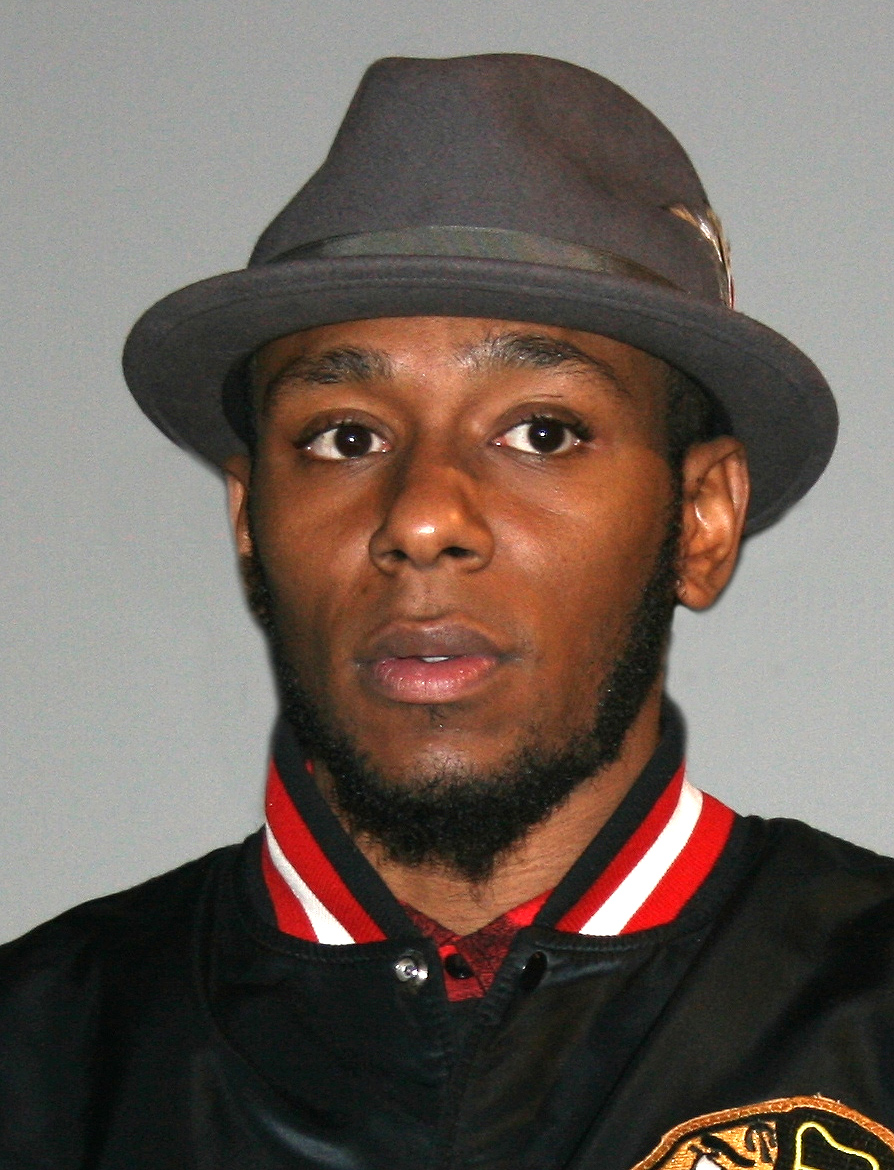
Mos Def, interprete di Fratello Sam.
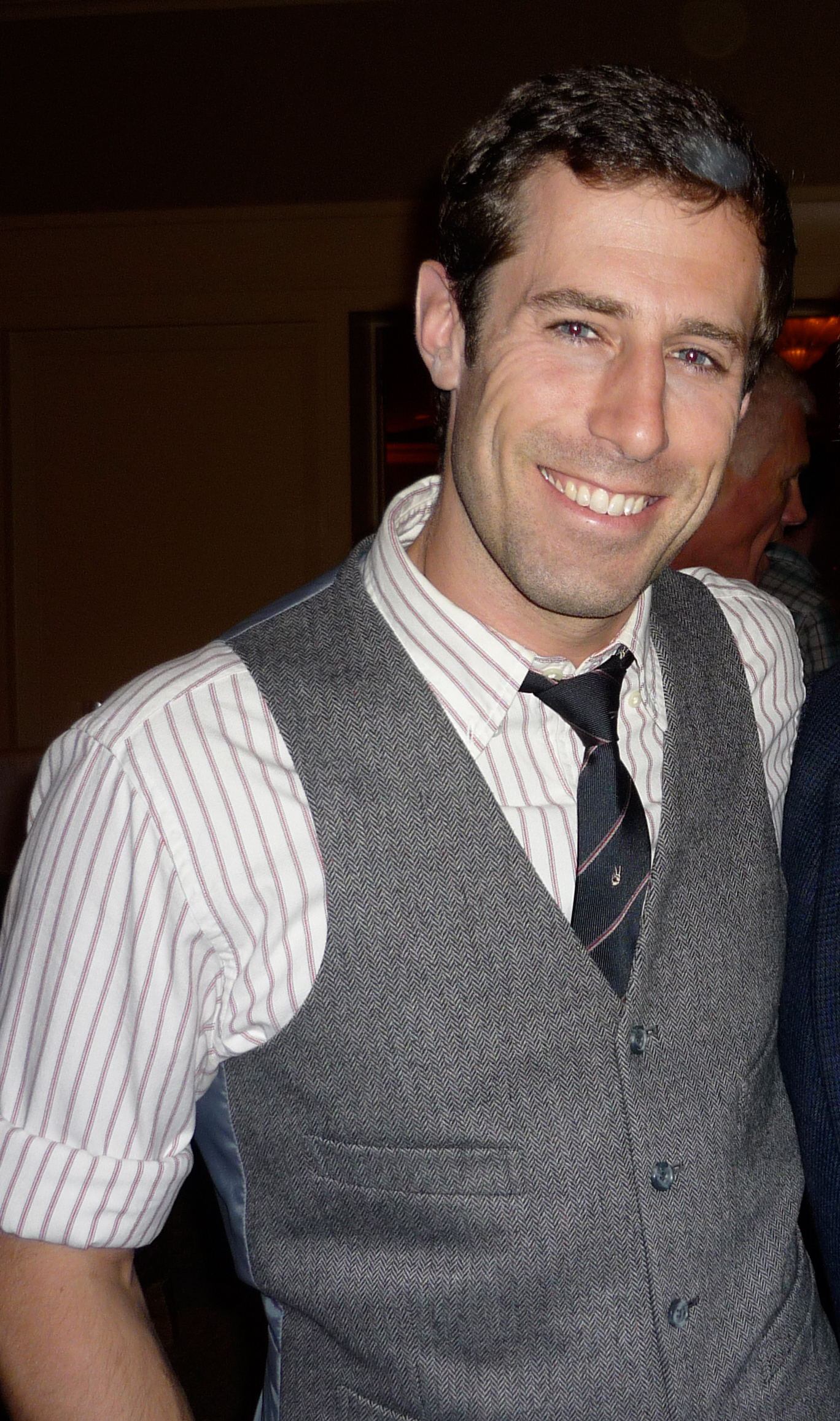
Josh Cooke, interprete di Louis Greene.

### Introdotti nella settima stagione
- Isaak Sirko (stagione 7), interpretato da Ray Stevenson, doppiato da Saverio Indrio.
È il capo di un'organizzazione criminale ucraina, la "fratellanza Koshka", che traffica eroina. In giovane età ha studiato in un collegio inglese. Nonostante la sua natura mafiosa assassina Isaak mostra una capacità di amare e di provare sentimenti e seppur diventi agguerrito nemico di Dexter si mostra eccessivamente calmo e sviluppa una sorta di rispetto per Dexter affermando che in altre circostanze sarebbero stati amici. Viene arrestato per omicidio ma viene liberato dopo che Quinn fa sparire le prove a suo carico per salvare Nadia. Medita vendetta nei confronti di Dexter per l'omicidio di Viktor, con il quale aveva una relazione sentimentale omosessuale. I due tentano di uccidersi a vicenda più volte, ma alla fine la sua vendetta lo porta a inimicarsi l'intera organizzazione mafiosa; ciò lo porta a chiedere aiuto a Dexter per salvarsi dai sicari venuti a ucciderlo. Con riluttanza Dexter decide di aiutarlo dopo essersi promessi di non tentare di uccidersi a vicenda e lasciare andare il loro rispettivo rancore nei confronti di entrambi. Muore per mano di George (che comunque gli spara all'intestino, dandogli una lunga possibilità di dialogo finale con Dexter) e viene buttato dallo stesso Dexter (al quale aveva in fondo "perdonata" l'uccisione dell'amante e Dexter lo perdona a sua volta capendo quanto amasse Viktor) nello stesso punto in cui era stato gettato Viktor.
- George Novikov (stagione 7), interpretato da Jason Gedrick, doppiato da Guido Di Naccio.
È il proprietario dello strip club dove lavorava Kaja in realtà una copertura per il traffico di eroina per conto dell'organizzazione di Isaak. Ricatta Quinn prima per liberare Sirko poi per coprire i suoi traffici illeciti. Quando la morte di Viktor diventa un'ossessione per Isaak, si accorda con la fratellanza per eliminare Sirko. Sarà proprio lui a sparare il colpo mortale ad Isaak. Viene ucciso da Quinn per liberare Nadia.
- Jurg Yeliashkevych (stagione 7), interpretato da Andrew Kirsanov, doppiato da Gianluca Machelli.
È l'assistente personale di Isaak, guardia del corpo/killer professionale, ma evidentemente meno abile di chi è killer per vocazione. Viene ucciso da Hannah.
- Nadia (stagione 7), interpretata da Katia Winter, doppiata da Chiara Gioncardi.
È una delle spogliarelliste del locale. Inizia una relazione con Quinn, inizialmente costretta dai suoi capi per scoprire ciò che la polizia sapesse su di loro, ma poi si innamora veramente. Scappa dopo la morte di George coi suoi soldi.
- Angie Miller (stagioni 7-8), interpretata da Dana L. Wilson, doppiata da Benedetta Degli Innocenti.
È una detective della omicidi. Nell'ottava stagione diventa sergente.
- Simms (stagione 7), interpretato da Francisco Viana.
È un detective della omicidi.
- Hannah McKay (stagioni 7-8), interpretata da Yvonne Strahovski, doppiata da Federica De Bortoli.
 Era la complice di Wayne Randall ai tempi degli omicidi, dopo aver testimoniato contro di lui ottenne una riduzione della pena e visto la minore età fece solo sei anni in un carcere minorile. Gestisce un vivaio. Ha commesso lei stessa un omicidio che non ha mai confessato, facendo cadere sempre la colpa su Wayne. Ha ucciso inoltre il marito, l'ex proprietaria del vivaio e Sal Price avvelenandoli. Inizia una storia con Dexter, accettandolo per quello che è realmente. Viene rapita da Isaak e tenuta prigioniera da Jurg ma riesce a liberarsi uccidendo il suo carceriere. Purtroppo quando Debra non intende permettere che la faccia franca con i suoi omicidi Hannah per evitare di perdere la possibilità di perdere Dexter tenta di uccidere Debra avvelenando con degli ansiolitici l'acqua di Debra causandole un incidente in macchina ma Debra riesce a scamparla. Questo si rivela un grosso errore perché Dexter per proteggere Debra da altri potenziali tentativi di Hannah di uccidere la sorella a malincuore la fa arrestare. Hannah e Dexter si incontrano successivamente in prigione e la ragazza promette di non rivelare a nessuno il segreto di Dexter e si dicono addio. Durante l'udienza per il processo Hannah e Debra hanno una chiara visione delle cose entrambe proteggono Dexter perché lo amano entrambe tuttavia Debra sottolinea che a differenza sua lei non è un'assassina ma Hannah ammette che seppur lo sia non è un ipocrita. Grazie a una sua amica Hannah riesce a fuggire ma prima di andarsene lascia delle orchidee nere davanti alla casa di Dexter come regalo d'addio. Dopo una fuga durata mesi, torna a Miami, per chiedere a Dexter di uccidere il marito che viene però ucciso per legittima difesa dalla donna. Riallaccia i rapporti con Dexter e i due decidono di fuggire insieme a Harrison in Argentina. Hannah riuscirà a partire con Harrison per l'Argentina ma purtroppo Dexter sentendosi un cancro per tutto ciò che ama decide di non raggiungerla e inscena la sua morte facendo credere a tutti compreso Hannah che è morto. Hannah decide di prendersi cura del figlio di Dexter facendo ad Harrison da madre adottiva per anni. Si scoprirà che Dexter le aveva mandato anni dopo una lettera rivelandole di essere vivo e che Harrison non avrebbe dovuto sapere che era vivo a meno che non cominciasse a manifestare istinti assassini. Hannah purtroppo muore di cancro ed Harrison finisce per essere dato in affidamento in varie famiglie affidatarie che lo maltrattano spingendo il ragazzo a scoprire l'esistenza della lettera di Dexter e che era vivo e decide di raggiungere il padre e vivere con lui e qui sarà Harrison stesso a rivelare al padre che Hannah era morta di cancro ma che l'ha comunque amato fino alla fine.
- Sal Price (stagione 7), interpretato da Santiago Cabrera, doppiato da Giorgio Borghetti.
È uno scrittore di gialli, lavora ad un libro sugli omicidi di Wayne Randall. Indaga segretamente su Hannah McKay perché convinto sia lei stessa un'assassina. Inizia a uscire con Deb. Dopo aver scoperto della storia fra Hannah e Dexter, viene avvelenato dalla donna perché non voleva lasciarla in pace e minacciava di rovinare la sua storia d'amore con Dexter.

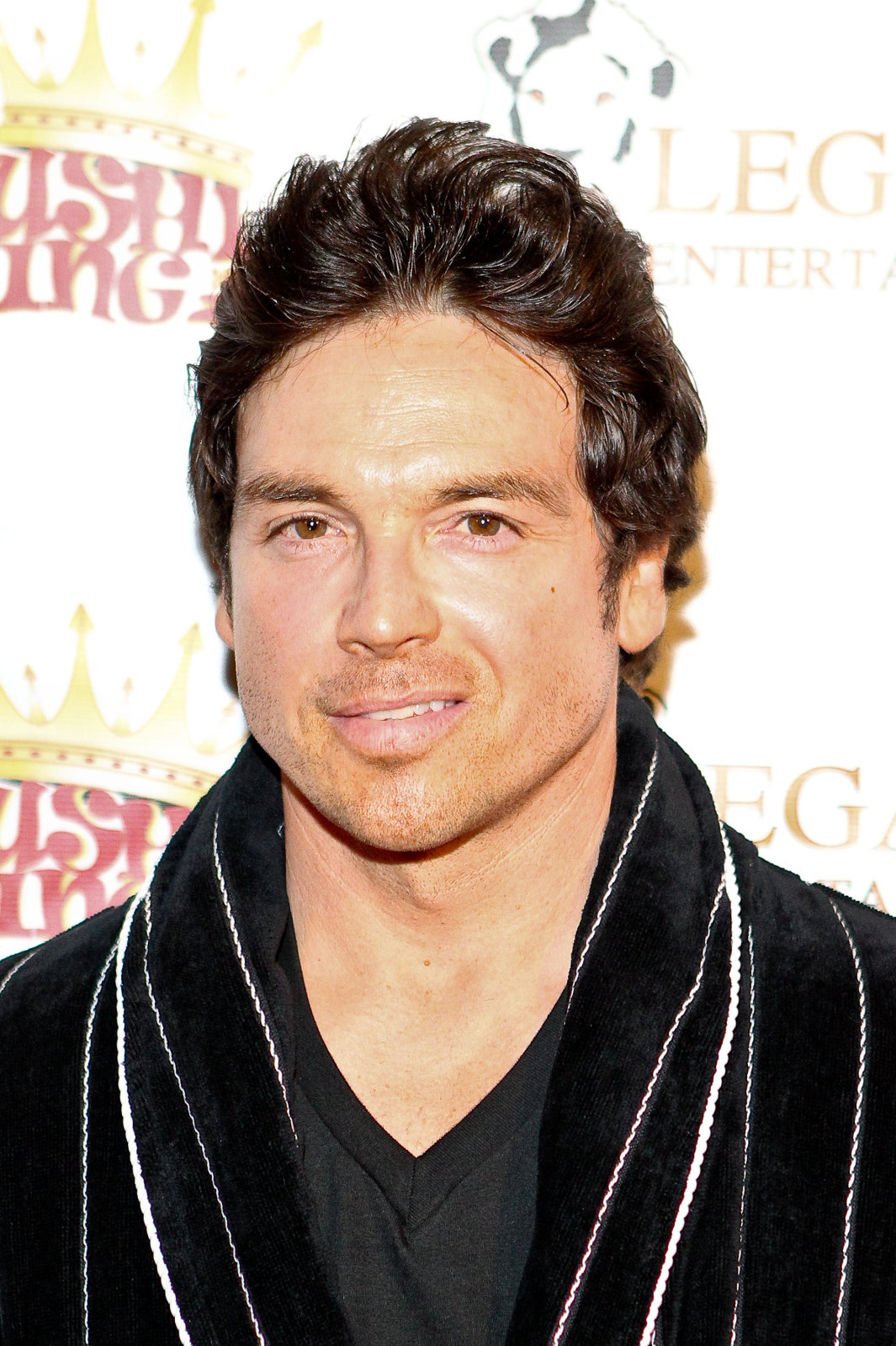
Jason Gedrick interpreta George Novikov
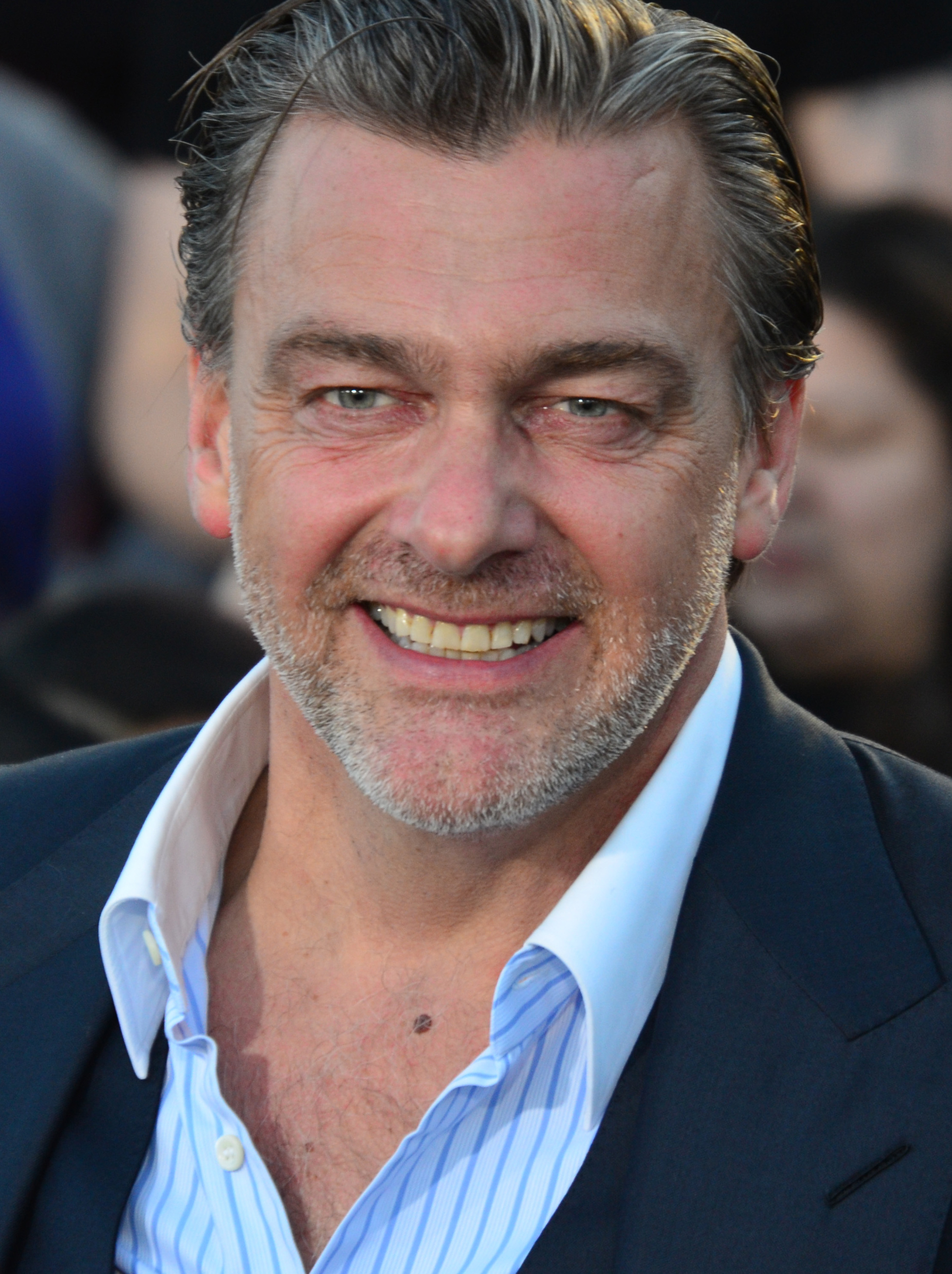
Ray Stevenson, interprete di Isaak Sirko.
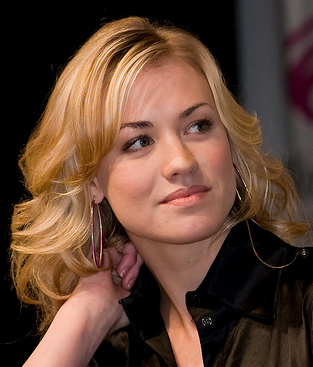
Yvonne Strahovski, interprete di Hannah McKay.
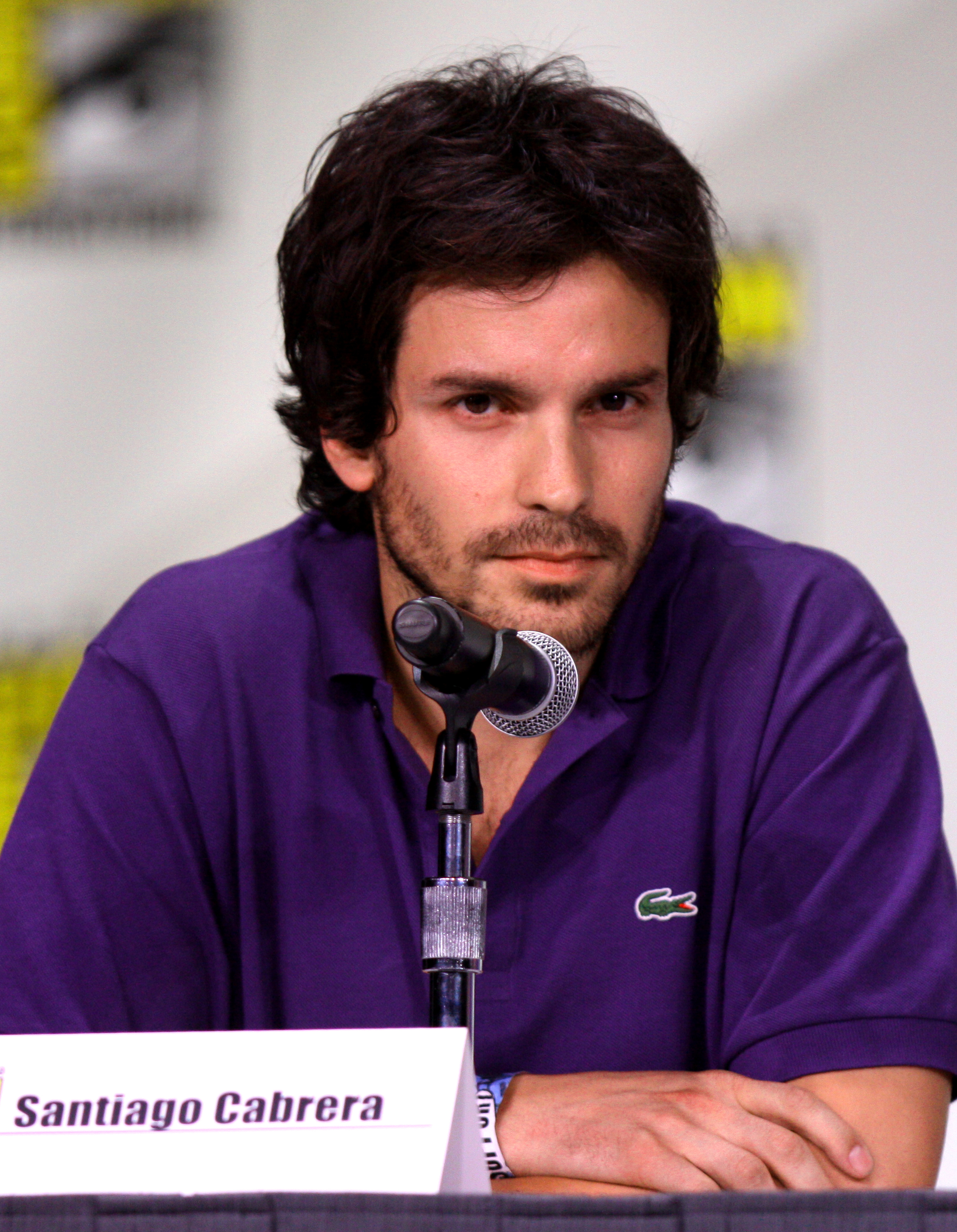
Santiago Cabrera, interprete di Sal Price.

### Introdotti nell'ottava stagione
- Dr. Evelyn Vogel (stagione 8), interpretata da Charlotte Rampling, doppiata da Angiola Baggi.
È neuro-psichiatra specializzata in bambini psicopatici. Offre il suo aiuto alla polizia di Miami per catturare il killer che rimuove pezzi di cervello dalle sue vittime, che è un suo ex paziente e che l'ha minacciata lasciandogli un pezzo di cervello davanti alla porta di casa. Conosce il segreto di Dexter, essendo lei la psichiatra che ha aiutato Harry a creare il suo codice. Grazie alle sue capacità di psichiatra riesce aiutare Debra a uscire dalla sua depressione. Chiede aiuto a Dexter per catturare il killer. Viene uccisa dal figlio.
- Jacob Elway (stagione 8), interpretato da Sean Patrick Flanery, doppiato da Teo Bellia.
È il capo della compagnia di investigatori privati in cui lavora Deb. Decide di chiamare gli U.S. Marshall per il caso di Hannah McKay collaborando attivamente alle indagini.
- AJ Yates (stagione 8), interpretato da Aaron McCusker.
È il nuovo serial killer presente in città, solito estrarre un pezzo di cervello dalle vittime. È un ex paziente della dottoressa Vogel, cerca vendetta nei confronti della madre che era solito picchiarlo e della dottoressa che lo aveva costretto ad un'operazione al cervello. Viene impalato da Dexter e gettato nell'oceano.
- Nikki Walters (stagione 8), interpretata da Dora Madison Burge.
È la figlia di Masuka, nata da una delle sue donazioni di sperma fatte al liceo. Per pagare i vari debiti lavora come cameriera in topless in uno strip-bar, prima di essere assunta come stagista dal padre.
- Cassie Jollenston (stagione 8), interpretata da Bethany Joy Lenz, doppiata da Monica Bertolotti.
È la nuova vicina di casa di Dexter. Molto amica di Jaime, è attratta da Dexter, ma dopo un primo appuntamento fallimentare inizia ad uscire con un altro uomo di nome Oliver. Viene uccisa dal figlio della Vogel che cerca di incastrare Zach Hamilton.
- Zach Hamilton (stagione 8), interpretato da Sam Underwood.
È un ragazzo molto ricco, che sente l'impulso di uccidere come Dexter, che decide sotto consiglio della Vogel di insegnargli il codice. Grazie al codice morale di Dexter il giovane riesce a tenere sotto controllo i suoi impulsi omicidi e si limita a uccidere pericolosi criminali sfuggiti alla giustizia proprio come gli ha insegnato Dexter e tra i 2 nasce un rapporto amichevole. Viene ucciso dal figlio della Vogel, il vero "Neurochirurgo".
- Oliver Saxon/Daniel Vogel (stagione 8), interpretato da Darri Ingolfsson.
È il primogenito della dottoressa Vogel, che dopo aver ucciso il fratello più piccolo a causa della sua gelosia poiché la madre dava più attenzioni al fratello minore e per questo viene internato in un istituto psichiatrico in cui finge la sua morte. Torna a Miami ed assume l'identità di Oliver Saxon inizia ad uscire con Cassie e si rivela essere il vero "Neurochirurgo". Oliver a causa della sua invidia verso Dexter poiché la madre è riuscita ad aiutarlo ad aiutare Dexter tenere sotto controllo i suoi impulsi omicidi tramite il codice morale di Harry e tenta di convincere la madre a insegnarglielo per vivere una vita normale ed essere allo stesso tempo un serial killer come Dexter senza essere scoperto. Quando la madre scopre che Oliver a differenza di Dexter e Zach ama uccidere e che non cambierà mai essendo ormai dominato dal suo istinto omicida ed è completamente privo di qualsiasi capacità di essere una persona buona la uccide per vendetta. Viene ucciso da Dexter con una penna nella carotide.
- Max Clayton (stagione 8), interpretato da Kenny Johnson.
È l'US Marshall che lavora al caso di Hannah McKay. Dopo aver capito che la donna si nasconde da Debra segue quest'ultima fino ad un ospedale psichiatrico in disuso dove viene accoltellato a morte da Oliver Saxon che si era finto vittima di rapimento.

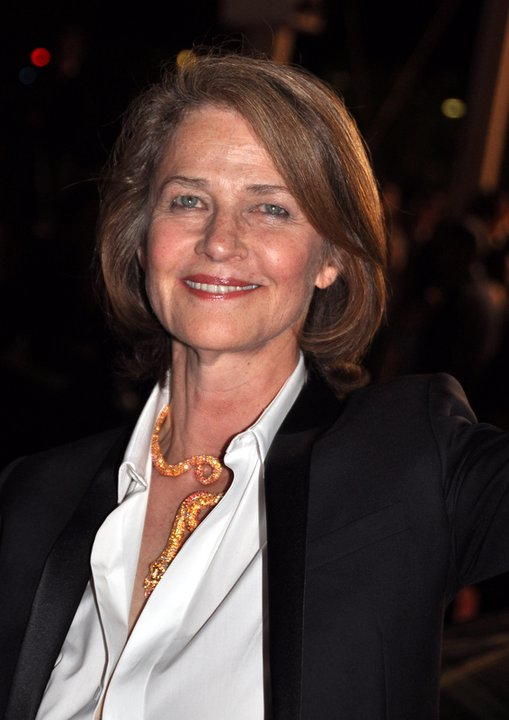
Charlotte Rampling, interprete della Dr. Evelyn Vogel,
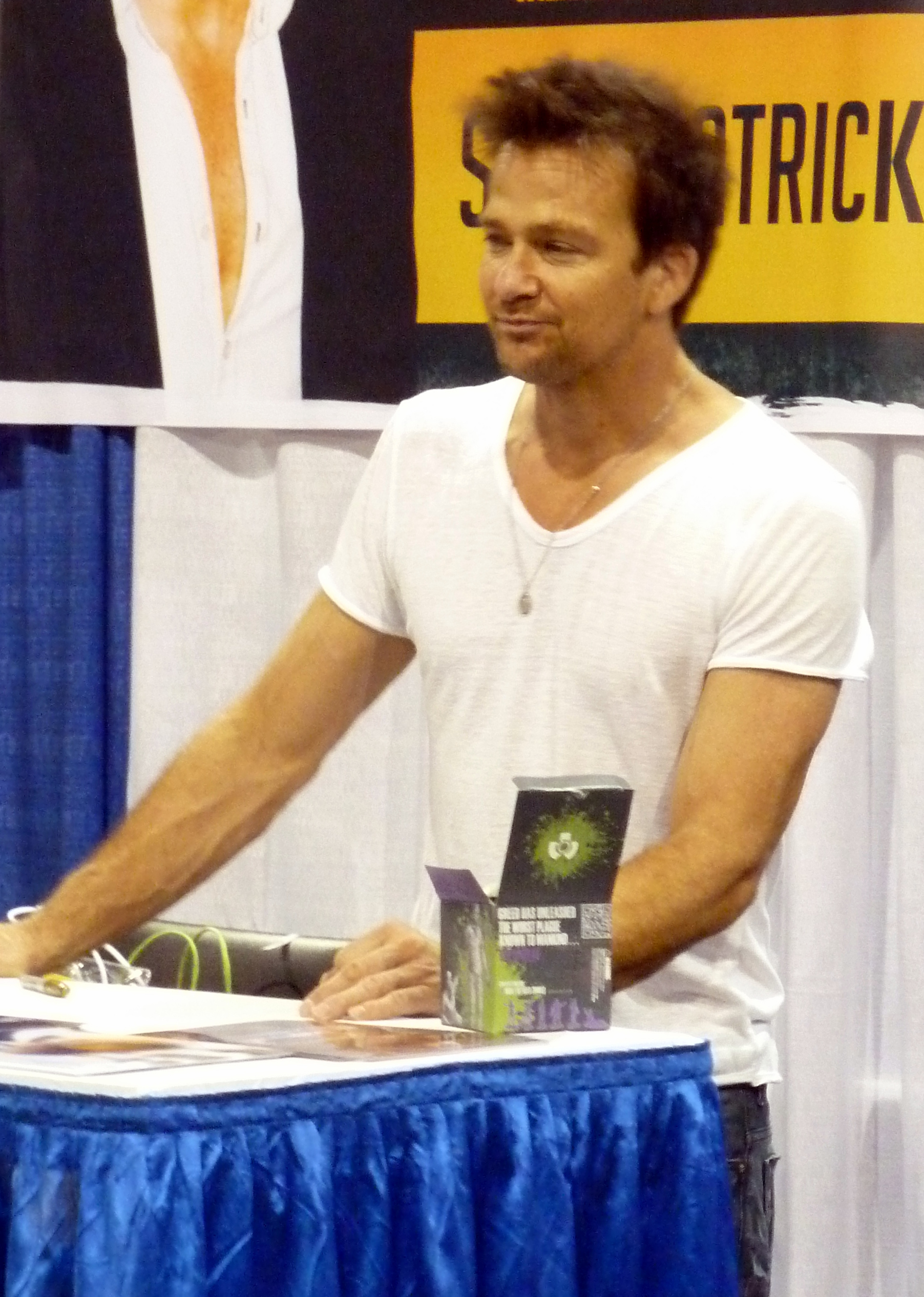
Sean Patrick Flanery, interprete di Jacob Elway.
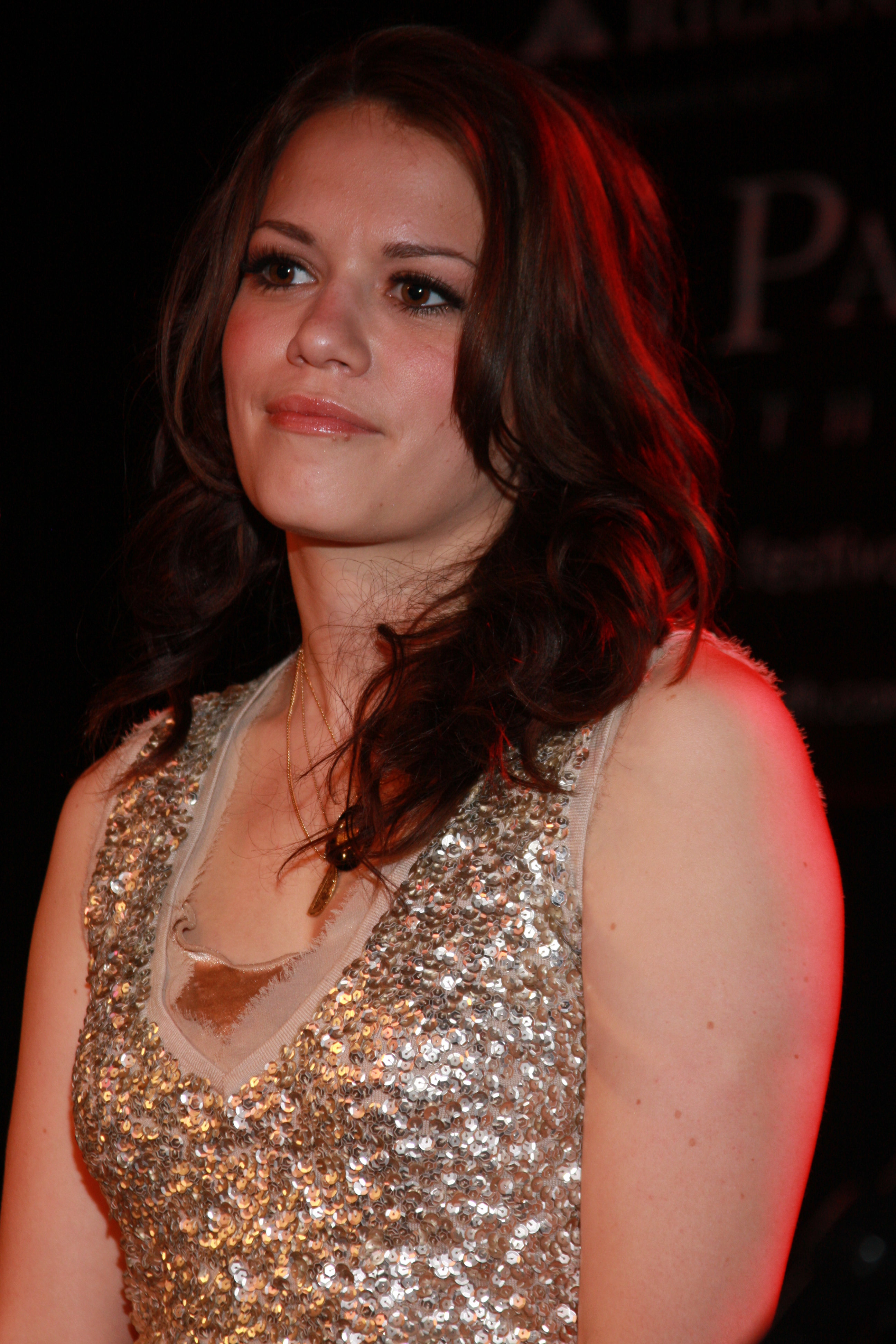
Bethany Joy Lenz, interprete di Cassie Jollenston.
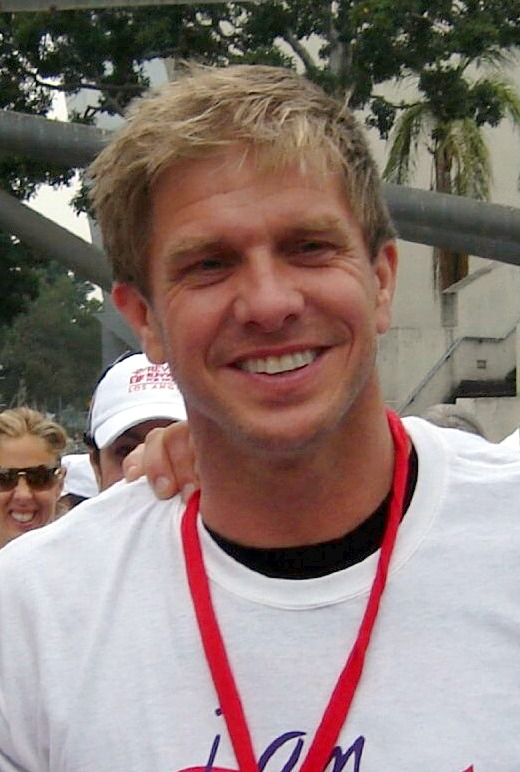
Kenny Johnson interprete di Max Clayton.